# Ядерный взрыв
Я́дерный взрыв — процесс высвобождения большого количества тепловой и лучистой энергии в результате неуправляемой цепной ядерной реакции деления (или термоядерного синтеза в случае термоядерного взрыва) за очень малый промежуток времени. Ядерные взрывы могут быть естественными и искусственными. Естественные ядерные взрывы, время от времени происходящие на некоторых видах звёзд, являются результатом природных процессов.
Искусственные ядерные взрывы, происходящие на Земле и в околоземном космическом пространстве в результате деятельности человека, являются мощным оружием, предназначенным для уничтожения крупных наземных и защищённых подземных военных объектов, скоплений войск и техники противника (в основном тактическое ядерное оружие), а также полного подавления и уничтожения инфраструктуры противоборствующей стороны: разрушения больших и малых населённых пунктов с мирным населением, стратегической промышленности, крупных транспортных узлов и деловых центров (стратегическое ядерное оружие).

## Физические основы

### Цепная реакция деления
Атомные ядра некоторых изотопов химических элементов с большой атомной массой (например, урана или плутония) при их облучении нейтронами определённой энергии теряют свою устойчивость и распадаются с выделением энергии на два меньших и приблизительно равных по массе осколка — происходит реакция деления атомного ядра {\displaystyle \mathrm {^{1}_{0}n} +\mathrm {^{235}_{92}U} \rightarrow \mathrm {^{141}_{56}Ba} +\mathrm {^{92}_{36}Kr} +3\mathrm {^{1}_{0}n} }.
При этом наряду с осколками, обладающими большой кинетической энергией, выделяются ещё несколько нейтронов, которые способны вызвать аналогичный процесс в соседних таких же атомах. В свою очередь, нейтроны, образовавшиеся при их делении, могут привести к делению новых порций атомов — реакция становится цепной, приобретает каскадный характер. В зависимости от внешних условий, количества и чистоты расщепляющегося материала её течение может происходить по-разному. Вылет нейтронов из зоны деления или их поглощение без последующего деления сокращает число делений в новых стадиях цепной реакции, что приводит к её затуханию. При равном числе расщеплённых ядер в обеих стадиях цепная реакция становится самоподдерживающейся, а в случае превышения количества расщеплённых ядер в каждой последующей стадии в реакцию вовлекаются всё новые атомы расщепляющегося вещества. Если такое превышение является многократным, то в ограниченном объёме за очень короткий промежуток времени образуется большое количество атомных ядер — осколков деления, электронов, нейтронов и квантов электромагнитного излучения с очень высокой энергией. Единственно возможной формой их существования является агрегатное состояние высокотемпературной плазмы, в сгусток которой превращается весь расщепляющийся материал и любое другое вещество в его окрестности. Этот сгусток не может быть сдержан в своём первоначальном объёме и стремится перейти в равновесное состояние путём расширения в окружающую среду и теплообмена с ней. Поскольку скорость упорядоченного движения составляющих сгусток частиц намного выше скорости звука как в нём, так и в окружающей его среде (если это не вакуум), расширение не может иметь плавного характера и сопровождается образованием ударной волны — то есть носит характер взрыва.

### Термоядерный синтез
Реакции термоядерного синтеза с выделением энергии возможны только среди элементов с небольшой атомной массой, не превышающих атомную массу железа. Они не носят цепного характера и возможны только при высоких давлениях и температурах, когда кинетической энергии сталкивающихся атомных ядер достаточно для преодоления кулоновского барьера отталкивания между ними, либо для заметной вероятности их слияния за счёт действия туннельного эффекта квантовой механики. Для возможности этого процесса необходимо совершить работу для разгона исходных атомных ядер до высоких скоростей, но если они сольются в новое ядро, то выделившаяся при этом энергия будет больше, чем затраченная. Появление нового ядра в результате термоядерного синтеза как правило сопровождается образованием различного рода элементарных частиц и высокоэнергетичных квантов электромагнитного излучения. Наряду со вновь образовавшимся ядром все они имеют большую кинетическую энергию, то есть в реакции термоядерного синтеза происходит преобразование внутриядерной энергии сильного взаимодействия в тепловую. Как следствие, в итоге результат оказывается тот же, что и в случае цепной реакции деления — в ограниченном объёме образуется сгусток высокотемпературной плазмы, расширение которого в окружающей плотной среде имеет характер взрыва.

## Классификация ядерных взрывов
Ядерные взрывы обычно классифицируют по двум признакам: мощности заряда, производящего взрыв, и местоположению точки нахождения заряда в момент подрыва (центр ядерного взрыва). Проекция этой точки на поверхность земли называется эпицентром ядерного взрыва. Мощность ядерного взрыва измеряется в так называемом тротиловом эквиваленте — массе тринитротолуола, при взрыве которого выделяется столько же энергии, сколько при оцениваемом ядерном. Наиболее часто используемыми единицами измерения мощности ядерного взрыва служат 1 килотонна (кт) или 1 мегатонна (Мт) тротилового эквивалента.

### Классификация по мощности
(С. 35, 48)
(С. 629)
|                        |                       |               |                   |                     |                         |
| Мощность: (С. 35, 48)  | Сверхмалая менее 1 кт | Малая 1—10 кт | Средняя 10—100 кт | Большая 100—1000 кт | Сверхбольшая свыше 1 Мт |
| Диаметр огненного шара | 50—200 м              | 200—500 м     | 500—1000 м        | 1000—2000 м         | свыше 2000 м            |
| Время свечения         | 0,2 сек               | 1—2 сек       | 2—5 сек           | 5—10 сек            | 20—40 сек               |
| Высота "гриба"         | менее 3,5 км          | 3,5—7 км      | 7—12,2 км         | 12,2—19 км          | свыше 19 км             |
| Высота облака          | менее 1,3 км          | 1,3—2 км      | 2—4,5 км          | 4,5—8,5 км          | свыше 8,5 км            |
| Диаметр облака         | менее 2 км            | 2—4 км        | 4—10 км           | 10—22 км            | свыше 22 км             |
| Огненное облако        | 0,083 кт              | 4 кт          |                   | 360 кт              |                         |
| Ядерный гриб           | 0,02 кт               | 2,2 кт        | 19 кт             |                     |                         |
| Мощность:              | Сверхмалая менее 1 кт | Малая 1—10 кт | Средняя 10—100 кт | Большая 100—1000 кт | Сверхбольшая свыше 1 Мт |
| Примечания 1. 2. 3. 4. |                       |               |                   |                     |                         |

Взрыв мощностью 20 кт даёт зону полных разрушений радиусом около 1 км, 20 Мт — уже 10 км. По расчётам, при взрыве мощностью 100 Мт зона полного разрушения будет иметь радиус около 35 км, сильных разрушений — около 50 км, на расстоянии около 80 км незащищённые люди получат ожоги третьей степени. Практически одним таким взрывом может быть полностью уничтожен любой из самых крупных городов Земли.
Наиболее мощным искусственным ядерным взрывом был атмосферный взрыв на высоте около 4 км советской 58-мегатонной термоядерной бомбы АН602, прозванной Царь-бомба, на полигоне на Новой Земле. Причём испытана на неполную мощность, в так называемом чистом варианте. Полная проектная мощность с урановой оболочкой-отражателем нейтронов могла бы составить порядка 100 мегатонн тротилового эквивалента.

### Классификация по нахождению центра взрыва
Приведённая высота (глубина) заряда в метрах на тонны тротилового эквивалента в кубическом корне (в скобках пример для взрыва мощностью 1 мегатонна) (C. 146 и др.),  (С. 26):
- космический: свыше 100 км
  - магнитосферный — взрыв в пределах магнитосферы: от 400—500 км до магнитопаузы
  - экзоатмосферный — взрыв в экзосфере: от 400—800 км (экзобаза) до 100 тыс. км
- атмосферные:
  - высотный: более 10—15 км, но чаще считается на высотах 40—100 км, когда ударная волна почти не образуется
  - высокий воздушный: свыше 10 м/т1/3, когда форма вспышки близка к сферической (свыше 1 км)
  - низкий воздушный: от 3,5 до 10 м/т1/3 — огненная сфера в процессе роста могла бы коснуться земли, но вместо этого отбрасывается вверх отражённой от поверхности ударной волной и принимает усечённую форму (от 350 до 1000 м)
- наземный — от глубины 0,3 м/т1/3 до высоты 3,5 м/т1/3 — вспышка касается земли и принимает форму полусферы (от глубины 30 м до высоты 350 м):
  - наземный с образованием вдавленной воронки без значительного выброса грунта: ниже 0,5 м/т1/3 (ниже 50 м)
  - наземный контактный: от глубины 0,3 до высоты 0,3 м/т1/3 — когда грунт из воронки выбрасывается и попадает в светящуюся область (от высоты 30 м до глубины 30 м)
- подземный — полусферическая светящаяся область не образуется и воздушная ударная волна ослабляется с увеличением глубины:
  - на выброс (выброс грунта и кратер во много раз больше, чем при наземном взрыве)
    - малозаглублённый — на глубине от 0,3 до 3,5 м/т1/3 (глубина 30—350 м)

  - взрыв рыхления — в глубине образуется полость или столб обрушения, а на поверхности кольцеобразный вывал грунта (холм вспучивания), в центре которого провальная воронка
  - камуфлетный: глубже 7—10 м/т1/3 — в глубине остаётся замкнутая (котловая) полость или столб обрушения; если столб обрушения достигает поверхности, то образуется провальная воронка без холма вспучивания (глубже 700—1000 м)
- надводный — на высоте над водой до 3,5 м/т1/3 (до 350 м)
- надводный контактный — происходит испарение воды и образуется подводная ударная волна
- подводный:
  - на малой глубине: менее 0,3 м/т1/3 — вода испаряется до поверхности и столб воды (взрывной султан) не образуется, 90 % радиоактивных загрязнений уходит с облаком, 10 % остаётся в воде (менее 30 м)
  - с образованием взрывного султана и облака султана: 0,25—2,2 м/т1/3 (25—220 м)
  - глубоководный: глубже 2,5 м/т1/3 — когда образующийся пузырь выходит на поверхность с образованем султана, но без облака, 90 % радиоактивных продуктов остаётся в воде в районе взрыва и не более 10 % выходит с брызгами базисной волны (глубже 250 м).

Возможны также переходные случаи, при которых образуется подводная донная воронка и происходит выброс воды и грунта:
- при подводном придонном взрыве[лит 2] (С. 308), причём если взрыв в неглубоком водоёме и на расстоянии от дна до 0,1—0,2 м/т1/3 (до 10—20 м), то грунт из подводной воронки попадает в облако взрыва и служит источником заражения
- при надводном взрыве в неглубоком водоёме
- при наземном взрыве на небольшом острове, когда остров полностью уничтожается и на его месте остаётся водная гладь и подводная воронка, то есть наземный взрыв фактически становится надводным (Кастль Браво и Иви Майк).

- Плазменный шар космического взрыва Доминик Шах и мат, 7 кт на высоте 147 км
- Эффекты космического взрыва Доминик Морская звезда, 1,45 Мт на высоте 400 км
- Высотный взрыв Hardtack Teak, 3,8 Мт на высоте 76,8 км
- Огненный шар высокого воздушного взрыва (Операция Ranger)
- Усечённый огненный шар низкого воздушного взрыва Upshot-Knothole Grable, 15 кт на высоте 160 м
- Огненная полусфера наземного взрыва Иви Майк и молнии, 10,4 Мт
- Подводная воронка диаметром 1,5 км на месте острова Элугелаб[англ.] (атолл Эниветок) после наземного взрыва Иви Майк, 10,4 Мт
- Огненный пузырь подводного взрыва Доминик Рыба-меч, 20 кт на глубине 200 м, вид с воздуха
- Остаток вышки после взрыва на ней заряда Teapot Пчела, 8 кт на высоте 150 м
- Неглубокая воронка после наземного контактного взрыва РДС-6с, 400 кт на башне 30 м
- Выход парового пузыря через 10—15 сек после взрыва Вигвам, 30 кт на глубине 610 м
- Кратер диаметром 390 м и глубиной 100 м после взрыва Седан, 104 кт на глубине 194 м
- Холм вспучивания от подземного испытания Whetstone Sulky[англ.], 0,087 кт на глубине 27 м
- Провальные воронки камуфлетных взрывов (равнина Юкка Флэт[англ.])
- Внутри котловой полости подземного взрыва Гном, 3,1 кт на глубине 361 м.  Стрелкой указан человек
- Схема котловой полости после взрыва Гном

## Явления при ядерном взрыве

### Специфичные только для ядерного взрыва
Сопутствующие ядерному взрыву явления варьируют от местонахождения его центра. Ниже рассматривается случай атмосферного ядерного взрыва в приземном слое, который был наиболее частым до запрета ядерных испытаний на земле, под водой, в атмосфере и в космосе. После инициирования реакции деления или синтеза за очень короткое время, порядка долей микросекунд, в ограниченном объёме выделяется огромное количество лучистой и тепловой энергии. Реакция обычно заканчивается после испарения и разлёта конструкции взрывного устройства вследствие огромной температуры (до 107 К) и давления (до 109 атм.) в точке взрыва. Визуально с большого расстояния эта фаза воспринимается как очень яркая светящаяся точка.
Световое давление от электромагнитного излучения при реакции нагревает и вытесняет окружающий воздух от точки взрыва — образуется огненный шар и начинает формироваться скачок давления между воздухом, сжатым излучением, и невозмущённым, поскольку скорость перемещения фронта нагрева изначально многократно превосходит скорость звука в среде. После затухания ядерной реакции энерговыделение прекращается и дальнейшее расширение происходит за счёт разницы температур и давлений в области огненного шара и окружающего воздуха.
Происходящие в заряде ядерные реакции служат источником разнообразных излучений: электромагнитного в широком спектре от радиоволн до высокоэнергичных гамма-квантов, быстрых электронов, нейтронов, атомных ядер. Это излучение, называемое проникающей радиацией, порождает ряд характерных только для ядерного взрыва последствий. Нейтроны и высокоэнергичные гамма-кванты, взаимодействуя с атомами окружающего вещества, преобразуют их стабильные формы в нестабильные радиоактивные изотопы с различными путями и периодами полураспада — создают так называемую наведённую радиацию. Наряду с осколками атомных ядер расщепляющегося вещества или продуктами термоядерного синтеза, оставшимися от взрывного устройства, вновь получившиеся радиоактивные вещества поднимаются высоко в атмосферу и способны рассеяться на большой территории, производя радиоактивное заражение местности после ядерного взрыва. Спектр образующихся при ядерном взрыве нестабильных изотопов таков, что радиоактивное заражение местности способно длиться тысячелетиями, хотя интенсивность излучения падает со временем.
Высокоэнергичные гамма-кванты от ядерного взрыва, проходя через окружающую среду, ионизуют её атомы за счёт комптон- и фотоэффекта, выбивая из них электроны и сообщая им достаточно большую энергию для каскадной ионизации других атомов, вплоть до 3·104 ионизаций на один гамма-квант. В результате под эпицентром ядерного взрыва остаётся «пятно» положительно заряженных ионов, которые окружены гигантским количеством электронного газа; такая переменная во времени конфигурация носителей электрических зарядов создаёт очень сильное электромагнитное поле, которое исчезает после взрыва вместе с рекомбинацией ионизированных атомов. В процессе рекомбинации порождаются сильные электрические токи, служащие дополнительным источником электромагнитного излучения. Весь этот комплекс явлений называется электромагнитным импульсом, и хотя в него уходит менее трети десятимиллиардной доли энергии взрыва, происходит он за очень короткое время и выделяющаяся при этом мощность может достигать 100 ГВт.
Наземный ядерный взрыв в отличие от обычного также имеет свои особенности. При химическом взрыве температура грунта, примыкавшего к заряду и вовлечённого в движение, относительно невелика. При ядерном взрыве температура грунта возрастает до десятков миллионов градусов и большая часть энергии нагрева в первые же мгновения излучается в воздух и дополнительно идёт в образование теплового излучения и ударной волны, чего при обычном взрыве не происходит. Отсюда резкое различие в воздействии на поверхность и грунтовый массив: наземный взрыв химического взрывчатого вещества передаёт в грунт до половины своей энергии, а ядерный — считанные проценты. Соответственно размеры воронки и энергия сейсмических колебаний от ядерного взрыва во много раз меньше оных от одинакового по мощности взрыва ВВ. Однако при заглублении зарядов это соотношение сглаживается, так как энергия перегретой плазмы меньше уходит в воздух и идёт на совершение работы над грунтом.

### Характерные для сильного взрыва вообще
- Обычный взрыв (Sailor Hat, 500 тонн тринитротолуола
- Ударная волна (след на берегу)
- Инверсионное облако
- Взрывной гриб
- Воронка обычного взрыва

- Ядерный взрыв
- Ударная волна отделилась от огненного шара
- Кольцеобразное облако за фронтом ударной волны
- Ядерный гриб
- Воронка ядерного взрыва

Начиная с определённого момента скорость перемещения скачка давления (фронта ударной волны) становится больше скорости расширения огненного шара, ударная волна полностью сформировалась и отрывается от огненного шара, унося значительную долю энергии ядерного взрыва. Каверна, образовавшаяся в результате светового давления, схлопывается, огненный шар превращается в облако и начинает подниматься вверх, увлекая с собой с поверхности пыль, грунт, предметы. Начинается процесс конвективного выравнивания температур и давлений в месте взрыва с окружающей средой. Вихрь поднятой пыли и частиц грунта с земли стремится к огненному шару, образуя ножку «ядерного гриба». Развивается грибовидное облако, продолжающее расти в высоту и в диаметре. После выравнивания температур и давлений подъём пыли и частиц с земли прекращается, ножка «гриба» останавливается и оседает на землю, «шляпка» превращается в тёмное облако, выпадающее осадками и рассеиваемое ветрами.
При высотном ядерном взрыве «гриб» не образуется, а при экзоатмосферном нет и облака — в отсутствие атмосферы ему не из чего образовываться. Эффекты при наземном ядерном взрыве схожи с эффектами атмосферного ядерного взрыва в приземном слое, но светящаяся область будет иметь форму полусферы, а не шара, даже при незначительном заглублении подрывного устройства в землю возможно образование кратера значительных размеров. Эффекты при подземном ядерном взрыве зависят от мощности заряда, глубины его залегания и характера горных пород в месте взрыва. После взрыва может образоваться как полость без видимых наземных изменений ландшафта, так и курган, кратер или кальдера. Наземный и подземный ядерные взрывы сопровождаются существенным землетрясением. Подводный ядерный взрыв вызывает на поверхности воды волны, сходные с цунами.
Описанные выше эффекты характерны для любого взрыва большой мощности. Например, яркая вспышка и высокое грибовидное облако появились после взрыва гружёного взрывчаткой (до 3—4 килотонн тротила и пикратов в сумме) военного транспорта «Монблан» в канадском Галифаксе в 1917 году.
- Дымовое облако после обычного взрыва 3 кт на военно-транспортном корабле «Монблан» в Галифаксе
- Разрушенный морским ветром гриб надводного ядерного взрыва Ураган 27 кт на борту фрегата «Плим»

## Применение ядерных взрывов

### Военное
Основная статья: Ядерное оружие
Огромные масштабы разрушений и пожаров при маленьких габаритах и массе ядерного боеприпаса сразу же привлекли внимание военных. Всего лишь одно взрывное устройство оказалось способным уничтожить город-мегаполис с населением, крупные группировки войск противника, важные объекты в его тылу (электростанции и заводы, узлы коммуникаций, военные базы). Нанесение нескольких ядерных ударов способно непоправимо нарушить экономику противника, подорвать волю к сопротивлению и заставить его принять любые условия капитуляции. Однако непредсказуемый характер радиоактивного заражения при ядерном взрыве способен также нанести непоправимый ущерб атакующему, что сдерживает желание применить ядерное оружие в бою. Более серьёзным оказалось ядерное сдерживание, когда противостоящая сторона также имеет возможность нанести ядерный удар по агрессору; этот фактор послужил залогом выживания человечества во второй половине XX века — страх перед адекватным и неизбежным возмездием за применение ядерного оружия послужил и служит сейчас достаточным основанием для неиспользования его в военных целях.
Ядерное оружие существенным образом изменило культурное восприятие глобальной войны и политическую расстановку сил. Страна, обладающая ядерным оружием и подтвердившая его наличие тестовым ядерным взрывом, сильно снижает угрозу внешней агрессии, что является для многих залогом национальной безопасности. Вместе с тем, возможность случайного возникновения конфликта в результате аварии, недоразумения, ошибки или диверсии пока недостаточно изучена.
В истории человечества ядерное оружие в боевых военных целях применялось дважды — 6 и 9 августа 1945 года США нанесли последовательно два ядерных удара по японским городам Хиросима и Нагасаки, уничтожив в общей сложности свыше 200 000 человек и инфраструктуру этих городов. В США и СССР впоследствии неоднократно проводились военные учения с производством ядерных взрывов. В результате были выработаны методики и поставлена на вооружение техника, которая позволяет войскам успешно выполнять боевые задачи в условиях применения ядерного оружия. Однако объекты внутренней инфраструктуры стран вследствие своего роста, постоянно растущей зависимости от энергоснабжения и управляющей электроники с тех пор стали только уязвимее для ядерного оружия. Также и психологические последствия обмена ядерными ударами на гражданское население и вооружённые силы не вполне изучены.
Так, в печати встречаются мнения, что совершенно нет необходимости уничтожать крупные города мощными, либо многократными ядерными бомбардировками — возникшая в результате применения даже маломощного ядерного заряда в современном мегаполисе неразбериха и паника по разрушительному воздействию на средства коммуникации, снабжения и управления сравнима с тем, как если бы они были уничтожены физически.

### Мирное
Ядерный взрыв имеет несколько ниш мирного применения:
- Быстрое рытьё крупных котлованов для искусственных водохранилищ. Котлован создаётся с помощью подповерхностного подземного ядерного или термоядерного взрыва «на выброс». Достоинства метода: получившаяся ёмкость имеет большую глубину и небольшую поверхность зеркала водоёма. Всё это минимизирует потери воды на испарение и фильтрацию в грунт. Предполагалось использовать такие искусственные резервуары в засушливых районах для хранения воды для нужд сельского хозяйства.
- Выемка грунта и разрушение препятствий при строительстве крупномасштабных сооружений на местности (каналы).
- Создание подземных ёмкостей (в частности, газохранилищ и резервуаров для захоронения опасных отходов). Одним взрывом создаётся полость объёмом в десятки тысяч кубических метров.
- Обрушение препятствий в горах.
- Поиск полезных ископаемых сейсмическим зондированием земной коры.
- Дробление руды.
- Увеличение нефтеотдачи нефтяных месторождений.
- Перекрывание аварийных нефтяных и газовых скважин.
- Научные исследования: сейсмология, внутреннее строение Земли, физика плазмы и многое другое.
- Движущая сила для ядерных и термоядерных импульсных космических аппаратов, например нереализованный проект корабля «Орион» и проект межзвёздного автоматического зонда «Дедал»;
- В последнее время рассматривается возможность разрушения или изменения орбиты одного из астероидов, угрожающих столкновением с Землёй, путём ядерного взрыва в его окрестности;
- Контроль за землетрясениями: до появления запрета на проведение ядерных взрывов наблюдалось резкое снижение количества и силы подземных колебаний; учёные-ядерщики из города Снежинска объяснили это явление тем, что сейсмическая волна, распространяясь на большие расстояния, слегка встряхивает глубинные породы и снимает нарастающие напряжения в земной коре.

Принято считать, что в общей сложности в США было проведено 27, а в СССР, в период с 1965 по 1988 годы — 135 ядерных взрывов невоенной направленности (из них 124 — непосредственно по программе ядерных взрывов в мирных целях, остальные — испытательные) с целью изучения возможностей по такому применению. В специальной литературе можно встретить и другие количества. В частности, в США 33, в СССР 169 мирных ядерных взрывов (возможно, в публикациях имеется путаница с терминами «количество взрывов» и «количество экспериментов» — часть экспериментов не сопровождалась ядерными взрывами).
На первоначальном этапе (в 1950-е — 1960-е годы) с промышленным использованием ядерных взрывов связывали большие надежды, существовали проекты, где предполагалось использование сотен таких взрывов: проекты соединения Мёртвого моря с Красным или Средиземным, канала через Панамский перешеек, канала через полуостров Малакка в Юго-Восточной Азии, обводнение впадины Каттара (Египет), проекты соединения реки Лены с Охотским морем и поворот северных рек в СССР. Реализация таких проектов потребовала создания так называемых «чистых» ядерных зарядов, при взрыве которых выделяется минимум радиоактивности. В данной области были достигнуты определённые успехи, хотя полной «чистоты» добиться не удалось. На практике использование ядерных взрывов в народном хозяйстве имело место только в СССР.
Результаты советской серии экспериментов ещё не оценены во всей полноте. Полные официальные данные о результатах испытаний не опубликованы, сведения о радиоактивном заражении местности неполны и нередко противоречивы. В случаях глубоких взрывов, после которых все образовавшиеся радиоактивные материалы остаются под землёй, высказываются опасения о возможности последующего попадания радионуклидов на поверхность с грунтовыми водами и добываемыми полезными ископаемыми. Кроме того, в радиологии крайне слабо изучено воздействие радиоактивности, превышающей естественный фон в десятки раз, в некоторых случаях сохраняющаяся в местах взрывов. Таким образом, вопрос об экологической опасности и оправданности промышленных ядерных взрывов остаётся открытым. Под вопросом остаётся и экономический эффект — хотя изначально промышленные ядерные взрывы рассматривались именно как средство удешевления крупномасштабных работ, в действительности неясно, окупает ли достигнутая экономия все непрямые издержки, в том числе расходы на постоянный мониторинг радиологической обстановки и ликвидацию последствий возможного распространения радионуклидов.
В последнее время нагнетаемый прессой страх перед последствиями столкновения астероида с Землёй (что само по себе эквивалентно сверхмощному ядерному взрыву без радиоактивного заражения) привёл к появлению проектов использования ядерного взрыва для ликвидации или отклонения опасных астероидов.
Ядерный взрыв может иметь мирное применение для полетов в дальний космос, для борьбы с опасными астероидами и для изменения климата других планет. Маломощные ядерные взрывы применялись для научных исследований (геофизика, сейсморазведка). Предполагавшееся во времена «ядерной эйфории» 1950-60-х годов широкое использование ядерного взрыва для быстрого строительства каналов и водохранилищ и добычи полезных ископаемых оказалось не перспективно из-за радиоактивного загрязнения земли, воды и воздуха.

## Особенности проявлений взрыва в зависимости от места его центра

### Космический взрыв
При ядерном взрыве в космосе продукты реакции (излучения и пары бомбы) проходят значительные расстояния, прежде чем на них начинают действовать окружающие условия. Чистых космических взрывов далеко за пределами земной атмосферы и магнитосферы не проводилось и мы можем только предполагать, как они должны выглядеть. Теоретически это должна быть короткая яркая вспышка, оставляющая облако испарений, которое безо всякого торможения расширяется со скоростью несколько тысяч км/с и быстро исчезает. Практически вся энергия такого взрыва уйдёт в виде невидимых глазом рентгеновских лучей. Но именно так и должен выглядеть сам ядерный взрыв, а не свечение молекул нагретого окружающего воздуха или испарённых воды с грунтом.
Чем ближе к Земле произведён космический взрыв, тем заметнее выглядят его последствия, поскольку в движение и свечение вовлекаются всё большие массы разреженного воздуха, а магнитное поле планеты захватывает заряженные частицы — продукты взрыва и заставляет их двигаться определённым образом.

### Атмосферный взрыв
Высотный взрыв по своим проявлениям занимает промежуточное положение меж воздушным и космическим. Как при воздушном взрыве ударная волна образуется, но настолько незначительная, что не может служить поражающим фактором, на высоте 60—80 км на неё идёт не более 5 % энергии. Как при космическом световая вспышка скоротечна, однако намного ярче и опаснее, на световое излучение уходит до 60—70 % энергии взрыва. Электромагнитный импульс опасных для радиотехники параметров при высотном взрыве может распространяться на сотни километров(С. 157),(С. 23, 54).
При воздушном взрыве взрывающийся заряд окружает плотный воздух, его частички поглощают и трансформируют энергию взрыва. Фактически мы можем видеть не взрыв заряда, а быстрое расширение и свечение шарообразного объёма воздуха. Радиус распространения в воздухе рентгеновского излучения, выходящего из заряда, 0,2 м/т1/3 (20 м для 1 Мт), после этого уже сам воздух переносит тепловую энергию путём радиационной диффузии. Максимальный радиус тепловой волны 0,6 м/т1/3 или 60 м для 1 Мт (С. 196). Далее границей шара становится ударная волна.
Высокий воздушный ядерный взрыв почти не вызывает радиоактивного заражения. Источником заражения служат атомизированные продукты взрыва (пары бомбы) и изотопы компонентов воздуха и все они остаются в уходящем от места взрыва облаке.

### Наземный взрыв
При наземном взрыве вспышка контактирует с поверхностью и приобретает форму полусферы, которая, как шар воздушного взрыва, светит в два импульса.
Наземный неконтактный взрыв существенно отличается от низкого воздушного взрыва. При наземном взрыве в воздухе на высоте до 3,5 м/т1/3 ударная волна прибывает на землю одновременно с огненным шаром, отражённая волна проваливается в низкоплотную плазменную полость внутри шара и огненная область как присоска пристаёт к поверхности на несколько секунд, оплавляя грунт. При низком воздушном взрыве на высоте от 3,5 до 10 м/т1/3 огненный шар мог бы дорасти до земли, но ударная волна раньше успевает отделиться и опережает его. Придя на поверхность, волна отражается и отбрасывает растущий шар вверх, раскалённый воздух не контактирует с землёй.
Низкий воздушный взрыв Upshot-Knothole Grable 15 кт на высоте 159 м (6,4 м/т1/3)
- Начало взрывов одинаково
- Уход ударной волны от шара
- Волна пришла на поверхность
- Шар отскакивает от земли…
- и переходит в купол

Наземный взрыв в воздухе Upshot-Knothole Harry 32 кт на башне 91 м высотой (2,9 м/т1/3)
- Первый импульс и «трюки[англ.]»
- Шар касается земли
- Отделение ударной волны
- Шар прилипает к поверхности…
- и превращается в полусферу

Наземный контактный взрыв на высоте ниже 0,3 м1/3 (ниже 30 м для 1 Мт) отличается от неконтактного тем, что тепловая волна взрыва с околосветовой скоростью доходит до поверхности и испаряет землю. Грунтовые испарения начинают взрывообразно расширяться и образовывать в подземной толще грунтовую ударную волну раньше появления воздушной ударной волны.
Взрыв большой и сверхбольшой мощности (свыше 100 кт) на глубинах до 15—30 м (до 0,3 м/т1/3) также считается наземным контактным, а не подземным, поскольку на поверхность быстро выходит плазма и образуется огненная полусфера и взрыв ведёт себя как типичный наземный(С. 275). Воздушная ударная волна пониженной мощности создаётся давлением и разлётом паров грунта.
Дальнейшее сказанное будет относиться к контактному взрыву прямо на поверхности и сравнении его с высоким воздушным взрывом. Выход тепловой волны, образование воздушной ударной волны и первый световой импульс у обоих видов взрыва происходят почти одинаково, а после температурного минимума полусфера наземного взрыва развивается по-иному. Дело в том, что объём нагретого воздуха при этих видах взрывов примерно одинаков и он стремится расширяться, но при наземном взрыве земля препятствует расширению вниз. Максимальный диаметр полусферы получается в 1,26 раза больше диаметра шара при воздушном взрыве (С. 26).
Радиус полусферы контактного взрыва в момент отрыва ударной волны:
Rотр. = 44,3·q0,4, м (q в кт) (С. 81)
Поражающие световое излучение и проникающая радиация распространяются на меньшие расстояния, чем при взрыве в воздухе (несмотря на больший диаметр светящейся области), а разрушительная ударная волна охватывает почти в два раза меньшую площадь (С. 615—616, 620). Соприкасающиеся с поверхностью продукты взрыва и излучения высокой плотности и интенсивности вступают с веществами почвы в ядерные реакции (нейтронная активация грунта), создают большую массу радиоактивных изотопов. Огненное облако, побывавшее на земле, захватывает с поверхности частички грунта, на которых после остывания осаждаются (прилипают) испарённые радиоактивные вещества, и они быстро начинают выпадать на поверхность, долгосрочно заражая окрестности взрыва.
При контактном взрыве помимо тепловой волны в воздухе появляется тепловая волна в грунте, которая создаёт грунтовую ударную волну, только эта нагретая область во много крат меньше и в неё идёт всего несколько процентов энергии взрыва, в то время как при обычном взрыве около половины энергии уходит в землю. Грунтовая волна выкапывает большой котлован — воронку (напоминает метеоритный кратер), разбрасывая вокруг радиоактивный грунт и генерирует в грунтовой толще мощные сейсмовзрывные волны, недалеко от эпицентра на много порядков более сильные, чем при обычных землетрясениях.
Действие сейсмических колебаний делает малоэффективными убежища повышенной защищённости, так как люди в них могут погибнуть или получить травмы даже при сохранении убежищем своих защитных свойств от остальных поражающих факторов (С. 230), а недалеко от воронки сверхмощного взрыва не остаётся шансов уцелеть любым самым прочным сооружениям, даже построенным на глубине несколько сотен метров — километр в материковой скальной породе (Ямантау, командный пункт NORAD). Так, например, ядерная бомба B53 (этот же заряд — боеголовка W-53 ракеты Титан-2, снята с вооружения) мощностью 9 мегатонн, по заявлению американских специалистов, при поверхностном взрыве была способна разрушать самые прочные советские подземные бункера. Большей разрушающей способностью к защищённым целям обладают только заглубляющиеся боеголовки, у которых гораздо больший процент энергии идёт на образование сейсмических волн: 300-килотонная авиабомба B61 при взрыве после ударного проникновения на глубину несколько метров, по сейсмическому воздействию может оказаться эквивалентной 9-мегатонной при взрыве на поверхности (теоретически).
Наземный взрыв предназначен для разрушения прочных и защищённых военных объектов — танков, шахтных пусковых установок, аэродромов, кораблей, укреплённых баз, хранилищ, командных пунктов и особо важных убежищ, а также для радиоактивного заражения территории глубоко в тылу (С. 7). Мирные люди могут пострадать при таком взрыве опосредованно — от всех факторов поражения ядерного взрыва — если населённый пункт окажется недалеко от защищённых военных баз, или от радиоактивного заражения — на расстояниях вплоть до нескольких тысяч километров.
Рассмотрим последовательность эффектов воздействия наземного взрыва на шахтную пусковую установку, рассчитанную на ударную волну давлением ~6—7 МПа и попавшую в эти самые тяжёлые для неё условия. Произошёл взрыв, практически мгновенно доходит радиация (в основном нейтронная, суммарно порядка 105—106 Гр или 107—108 рентген) и электромагнитный импульс, способный вызвать здесь короткие электрические разряды и вывести из строя неэкранированную электрическую аппаратуру внутри шахты. Через ~0,05—0,1 с бьёт по защитной крышке воздушная ударная волна и сразу накатывает вал огненной полусферы. Ударная волна генерирует в почве сейсмический удар, почти одномоментно с воздушной волной окатывающий всю шахту и смещающий её вместе с породами вниз, постепенно ослабляясь с глубиной; а вслед за ним через долю секунды приходят сейсмические колебания, образованные самим взрывом во время воронкообразования, а также отражённые волны от слоя скальных материковых пород и слоёв неоднородной плотности. Шахту около 3 секунд трясёт и несколько раз бросает вниз, вверх, в стороны, максимальные амплитуды колебаний могут доходить до полуметра и более, с ускорениями до нескольких сотен g; ракету от разрушения спасает система амортизации. Одновременно сверху на крышу шахты в течение 3—10 секунд (время зависит от мощности взрыва) действует температура 5—6 тысяч, а в первые полсекунды до 30 тысяч градусов, затем довольно быстро падающая c подъёмом огненного облака и устремлением холодного наружного воздуха в сторону эпицентра. От температурных воздействий оголовок и защитная крышка скрипят и трещат, поверхность их оплавляется и частично уносится плазменным потоком. Через 2—3 с после взрыва огненное облако начинает подъём, давление плазмы в районе шахты снижается до 80 % от атмосферного и крышку несколько секунд пытается оторвать подъёмная сила до 2 тонн на м². В довершение сверху обрушаются грунт и камни, выброшенные из воронки и продолжающие падать порядка минуты. Радиоактивный и разогретый до слипшести грунт образует нетолстый, но зато сплошной навал (кое-где с образованием озёр из расплавленного шлака), а крупные камни могут нанести крышке повреждения. Особо крупные обломки, как метеориты, при падении могут выкопать небольшие кратеры(С. 27), но их относительно немного и вероятность попадания в шахту мала.
Ни одна наземная постройка таких воздействий не переживёт и даже такое прочное сооружение, как мощный железобетонный каземат (например ДОТ и форт времён Первой и Второй мировых войн) частично или полностью разрушится и может быть выброшен со своего места скоростным напором воздуха. Если наземный бункер окажется достаточно прочным и устоит от разрушения, люди в нём всё равно получат травмы от колебаний и вибраций, поражение слуха, контузии и смертельные лучевые поражения, а горячая плазма проникнет внутрь через амбразуры и незакрытые проходы. Давление волны на входе внутрь амбразуры или воздуховодного канала (давление затекания) в течение 0,1—0,2 с может составить около 15 атмосфер(С. 34, 35).

### Подводный взрыв
При подводном взрыве тепловая волна уходит от заряда не далее нескольких метров (до 0,032 м/т1/3 или 3,2 м для 1 Мт) (С. 747). На этом расстоянии образуется подводная ударная волна. Первоначально фронт ударной волны одновременно является и границей пузыря, но через несколько метров расширения она перестаёт испарять воду и от пузыря отрывается.
Световое излучение при подводном взрыве не имеет никакого значения и может быть даже не замечено — вода хорошо поглощает свет и тепло.
Подводная ударная волна является очень эффективным поражающим фактором для военных плавсредств (корабли и особенно подводные лодки).
Оставшийся под водой парогазовый пузырь продолжает расширение, в зависимости от глубины судьба его может быть различной: если глубина взрыва велика (сотни метров), а мощность относительно мала (десятки килотонн), то пузырь не успевает расшириться до поверхности и начинает схлопывание, которое повторяется с затуханием несколько раз; главное значение имеет первая ударная волна (С. 155).
Явления при выходе пузыря на поверхность зависят от того, на какой стадии это происходит. Если маломощный взрыв был очень глубоко, то кольцеобразный вихрь окончательно распадается, скопление пузырьков всплывает долго, теряет по пути энергию и на поверхности появляется только гора пены. Однако при достаточно мощном взрыве (несколько килотонн и более) и не слишком большой глубине (до сотен метров) в воздух поверх купола выбрасывается весьма эффектное явление — взрывной султан, фонтан или водяной столб (последнее название не всегда применимо).
Султан состоит из нескольких последовательных выбросов воды, которые выдувает выходящий на поверхность пузырь, причём первые центральные выбросы самые быстрые, а последующие окраинные всё более медленные из-за падения давления в пузыре. В эпицентре султан может быть поражающим фактором и наносить кораблю разрушения, сравнимые с подводной ударной волной (С. 210); при неглубоком ядерном взрыве потоки воды ломают и разносят судно на мелкие части.
Обратное падение водяного столба больше напоминает обильный душ или своеобразный мелкий ливень, чем монолитный водопад. У самого основания султана из падающих брызг накапливается кольцо из капель и тумана, называемое базисной волной.
Расширение пузыря подводного взрыва вызывает гравитационные волны на воде, похожие на цунами. Для корабля они опасны только в непосредственной близости от эпицентра, где и без них достаточно факторов для затопления судна и гибели команды. А вот людям на побережье эти волны могут угрожать на таких расстояниях, где ударная волна вызвала бы только дребезжание стёкол (см. основную статью).

### Подземный взрыв
Действие подземного взрыва в некоторых аспектах похоже на воздушный взрыв, только радиусы эффектов на 1—2 порядка короче. Вот некоторые цифры:
Радиус тепловой волны в граните 0,015 м/т1/3, в обычном грунте до 0,02 м/т1/3 или 1,5—2 м для 1 Мт
Радиус испарения грунта ударной волной около 0,2 м/т1/3 или 20 м для 1 Мт
Максимальный радиус плавления грунта ударной волной 0,3—0,5 м/т1/3 или 30—50 м для 1 Мт (С. 196). Этот же радиус является границей действия грунтовой ударной волны.
Радиус пустой котловой полости после взрыва:
Rкот. ≈ 14,3·q0,3, м (q в кт) (С. 291)
Радиус подземного «огненного шара»:
Rогн. ≈ 17·q1/3, м (q в кт) (С. 101)
При подземном взрыве тепловая волна и почти вся грунтовая ударная волна не выходит в воздух и полностью остаётся в грунте. Нагретый и испарённый этими волнами грунт вокруг заряда служит рабочим веществом, которое, наподобие продуктов обычного химического взрыва, своим давлением бьёт и расталкивает окружающие породы. То есть можно сказать, что под землёй взрывается не несколько килограмм плутония, а как бы несколько сотен тонн обычного взрывчатого вещества, только этим веществом является испарённая грунтовая масса. Наземный взрыв также испаряет породу, но энергия испарения расходуется крайне малоэффективно, большей частью излучаясь и рассеиваясь в атмосферу.
Подземный взрыв отличается от воздушного и подводного очень маленьким районом действия ударной волны, целиком лежащем в пределах котловой полости при камуфлетном или воронки при неглубоком взрыве на выброс. Далее ударная волна переходит в волну сжатия или сейсмовзрывную волну, которая и служит основным поражающим фактором такого взрыва. Сейсмовзрывная волна, в отличие от ударной, имеет пологий фронт с постепенным подъёмом давления, график его похож на плавную горку. Через несколько километров сейсмовзрывная волна вырождается в сейсмические колебания наподобие землетрясения.
Область военного применения заглублённого взрыва — разрушение особо прочных подземных сооружений (С. 8), на которые не может подействовать воздушная ударная волна. Эффективность воздействия подземного взрыва на такие объекты, а значит энергия, передаваемая в грунт, растёт с глубиной заложения заряда: вначале быстро — в 13 раз с углублением на радиус тепловой волны в грунте (всего 1,5—2 м для 1 Мт). А далее более медленно и приближается к максимальной (под 100 %) на глубине камуфлетного взрыва (7—10 м/т1/3 или 700 м 1 Мт) (С. 205, 239). Подземный взрыв малой мощности приобретает эффективность наземного большой мощности.
С другой стороны в аллювиальных грунтах давление сейсмовзрывных волн ослабевает быстрее, чем в скальных породах (в ~1,5 раза)(С. 9), а воздушная ударная волна уходит гораздо дальше волны сжатия в грунте и она сильнее «встряхивает» осадочный грунт, чем гранит. Наземный взрыв может оказаться более разрушительным для широкой сети не слишком заглублённых подземных сооружений в нескальных породах, чем подземный такой же мощности.
Оружие проникающего типа не может уйти в землю дальше 30 м, так как дальнейшее заглубление требует таких скоростей удара, при которых разрушается любой самый прочный заряд (свыше 1 км/с). В случае скального грунта или железобетона проникание лежит в пределах 10—20 м (12 м для бетона и боеприпаса трёхметровой длины). На таких глубинах взрыв 1 кт по военной эффективности приближается к камуфлетному (С. 23), но, в отличие от последнего, на поверхность попадёт 80—90 % радиоактивности(С. 291).
Подземный взрыв на выброс во многом похож на неглубокий подводный взрыв: появляется купол, при прорыве газов образуется воздушная ударная волна и облако взрыва, выбрасывается грунтовый султан. При падении грунта, особенно сухого, появляется радиоактивная базисная волна из взвешенных пылевых частиц (С. 100).
Подземный взрыв Седан 104 кт на глубине 194 м (4,1 м/т1/3). С каждым кадром взрыв в несколько раз дальше.
- Земля выгибается холмом, огонь прорывается и сразу гаснет
- Грунтовый султан
- Падение грунта
- Растекается базисная волна

## Примеры эффектов ядерного взрыва на различных расстояниях
Примеры составлены на основе многих источников, и иногда могут не совпадать и противоречить друг другу.

### Время взрыва
Время взрыва — период от начала ядерных реакций до начала расширения вещества заряда (С. 21). С началом расширения цепные реакции быстро прекращаются и заканчивается основной выход энергии, вклад остаточных реакций незначителен.
Самое короткое время взрыва будет у одноступенчатого ядерного заряда с управляемым усилением деления (0,03—0,1 микросекунда), а самое длинное — в десятки и сотни раз больше — у многоступенчатых термоядерных зарядов большой мощности (несколько микросекунд) (С. 17, 18).
Для примера рассмотрим взрыв заряда в конструкции Теллера — Улама с пенополистирольным заполнением:
Первая ступень (праймер, триггер):
Взрывчатое вещество для обжатия
«Толкатель» и отражатель нейтронов из урана-238
Вакуум с подвешенным в нём зарядом
Газообразный тритий, рабочее вещество источника нейтронов для усиления деления
Пустотелый шар из плутония-239 или урана-235
Вторая ступень:
Пенополистироловое заполнение камеры заряда
«Толкатель» второй ступени: корпус из урана-238
Дейтерид лития — термоядерное топливо, в процессе превращается в дейтерий и тритий
«Свеча зажигания» из плутония или урана-235
Корпус с внутренним абляционным покрытием, отражающим излучение, может состоять из урана-238. 
Третья ступень — это уран-238: материал «толкателя» и наружной оболочки заряда; в более чистом варианте третьей ступени может не быть и тогда уран-238 заменяется на свинец.
| Термоядерный взрыв мощностью 0,5—1 Мт в тротиловом эквиваленте |                             | |
| Условия в бомбе: темп-ра давление                              | Время                       | Процесс |
| Сапёр зажигает запал 288 К                                     | −⋅10−4 с Цвет корпуса бомбы | Инициация взрыва ядерного детонатора (триггера) мощностью в несколько килотонн: система выдаёт сигналы электродетонаторам нескольких особым образом устроенных зарядов химического ВВ, разнобой между сигналами не превышает 10−7 сек (С. 39). |
| 288— 5000 К 0,1— 20000 МПа                                     | −⋅10−4— −⋅10−6 c            | Направленные взрывы этих зарядов создают сферическую детонационную волну, сходящуюся внутрь со скоростью 1,95 км/с (С. 35), (С. 507), которая своим давлением обжимает толкатель. Газы взрывчатки, имели бы они время расшириться, могли бы разорвать бомбу и почти безвредно раскидать ядерное топливо (С. 47) (что и происходит при отказе или «холостом выстреле»), но в норме последующие события настолько быстры, что эти газы не успевают пройти и несколько миллиметров. На рисунке сверху сферическая конструкция, использованная в зарядах Тринити, Толстяк и РДС-1, а внизу — более совершенная и компактная «лебединая» конструкция с наружным зарядом ВВ овальной формы. Будучи подожжённым с двух сторон, такой заряд даёт внутри ровную сферическую сходящуюся ударную волну, которая со всех сторон детонирует шарообразный внутренний заряд ВВ. Последний заряд детонирует в себя и сдавливает толкатель. |
| ~20000— 500 000 МПа                                            | −n⋅10-6 c                   | Толкатель налетает на пустотелый шар делящегося вещества (например, плутоний Pu-239) и затем удерживает его в зоне реакции, не давая преждевременно развалиться. За несколько микросекунд плутониевый шар схлопывается, приобретая давление в 5 млн атмосфер, ядра его при уплотнении сближаются и приходят в надкритическое состояние (С. 30) (С. 508). |
| ~500 000 МПа                                                   | ~−1⋅10-6 c                  | Приводится в действие вспомогательный источник нейтронов (нейтронный запал, внешний инициатор, на рисунках не показан) — ионная трубка или малогабаритный ускоритель, на который в момент наибольшего обжатия плутония из бортового источника подаётся электрический импульс напряжением в несколько сотен киловольт, и он за счёт разгона и соударения небольшого количества дейтерия и трития «высекает» нейтроны и посылает их в зону реакции (С. 42). |
| ~500 000 МПа                                                   | 0 c                         | Момент начала бомбардировки ядер плутония нейтронами из вспомогательного источника, ядра приходят в возбуждение и затем делятся. |
| ~500 000 МПа                                                   | ~⋅10−14 c                   | Момент первого ядерного деления в триггере (С. 7). Делящиеся ядра плутония сами испускают нейтроны, попадающие в другие ядра и так далее, развивается цепная ядерная реакция и выделяется энергия. |
| 500 000— ⋅108 МПа                                              | ~⋅10−8 c                    | Самостоятельное образование второго поколения нейтронов, они разбегаются по массе плутония, сталкиваются с новыми ядрами, часть вылетает наружу, бериллиевая поверхность толкателя отражает их обратно (С. 20, 23). Ядерная детонация идёт со скоростью 1—10 % скорости света и определяется скоростью движения нейтронов (С.615). В плутониевой массе быстро растёт температура и давление, стремящееся её расширить и разнести (сделав реакцию неполной), но обжимающее давление волны детонации некоторое время перевешивает и плутоний успевает прореагировать на несколько десятков %. |
| св. 100 млн К ~⋅108 МПа                                        | ~10−7 c                     | Окончание ядерных реакций в триггере, регистрируемый приборами импульс излучений длится (0,3—1)⋅10-7 c (С. 449). За время реакций рождается несколько поколений нейтронов (последовательных реакций деления с геометрическим ростом числа образуемых нейтронов), основная часть энергии (99,9 %) при любой мощности уранового ядерного заряда выделяется в последние 0,07 микросекунды на последних семи поколениях нейтронов (0,04 мкс в случае плутония). Плутоний при этом вступает в ~40 разных типов реакций (суммарно 1,45⋅1024 реакций распада или 560 г вещества из общей массы на 10 килотонн) и распадается примерно на 280 радиоактивных изотопов 36 химических элементов. (С. 19—21, 25), (С. 3) (С. 449) |
| св. 100 млн К ~⋅108 МПа                                        | ⋅10−7— 1,5⋅10-6 c           | Радиационная имплозия. 70 % энергии ядерного детонатора выделяется в виде рентгеновских лучей (С. 31), они расходятся внутри заряда и испаряют пенополистироловое заполнение камеры заряда (№ 3 на первом рис.); в другом (абляционном) варианте исполнения лучи отражаются от наружного корпуса, фокусируются на поверхности оболочки-«толкателя» термоядерной части (№ 3 на втором рис.), нагревают и испаряют её. Испарения при температуре в десятки миллионов градусов расширяются со скоростями несколько сот км/с, развивая давление ~109 МПа, сдавливают толкатель и уплотняют термоядерный заряд (№ 4 на рис.). Естественно, наружный корпус такого выдержать не может и тоже испаряется, но несколько медленнее благодаря абляционному покрытию и теплоизолирующим свойствам урана-238 и микросекундной разницы хватает, чтобы всё успело произойти. Вступает в действие «свеча» в центре заряда, представляющая собой полую плутониевую трубу, открытым концом смотрящую на триггер для свободного прохождения нейтронов. Нейтроны взрыва триггера зажигают «свечу» (по сути второй ядерный взрыв, рис. № 4). Тем временем продукты реакции триггера пересилили давление газов взрывчатки и начали расширяться в камере заряда. К моменту начала термоядерных реакций тепловая волна ядерного взрыва триггера прожигает часть отражающего корпуса (№ 5 на рис.), но она потратила энергию внутри бомбы и далеко уйти не успевает. |
|                                                                |                             | Перерыв между взрывами первой и второй ступени, во время которого идёт радиационное обжатие, может составлять до нескольких микросекунд, например при мощности 0,5 Мт регистрируемый интервал между пиками всплесков гамма-излучения от взрыва триггера и взрыва второй ступени составляет 1,5 мкс, амплитуда 2-го всплеска в 15 раз больше 1-го(С. 17, 18, 112). Радиационная имплозия значительно эффективнее обычной взрывной, обжимающее основной заряд давление на несколько порядков больше и ядра веществ сближаются сильнее, а потому последующие более сложные реакции второй и третьей ступени происходят даже быстрее, чем относительно простой взрыв триггера. Вторая и третья ступени напоминают упрощённую «слойку» типа РДС-6с, в которой вместо десятка сферических слоёв только два слоя, окружающих ядерный запал («свеча»): слой дейтерида лития и наружный цилиндр урана-238. |
| до 1 млрд K                                                    | ~1,5—1,6 мкc                | Начало и ход термоядерных реакций (вторая ступень, № 5): плутониевая «свеча» взрывается и испускает большое количество быстрых нейтронов, бомбардирующих ещё более сдавленный цилиндр из дейтерида лития (главная начинка бомбы). Нейтроны свечи превращают литий в тритий и гелий (Li + N = T + He + 4,8 МэВ). Образовавшийся тритий и свободный дейтерий в условиях большого давления реагируют между собой и превращаются в гелий и нейтроны (D + T = He + n + 17,6 МэВ — основная реакция)(С. 16, 17): зона термоядерного «горения» проходит ударной волной в веществе заряда со скоростью порядка 5000 км/с (106—107 м/с) (С. 320, 606). Параллельно вступает в реакцию третья ступень — оболочка из урана-238, до этого служившая толкателем, теплоизолятором и отражателем низкоэнергетичных нейтронов ядерного распада. Уран-238 под бомбардировкой более энергичных нейтронов термоядерных реакций распадается и добавляет от 50 % до 200 % в общий «энергетический котёл». В ходе реакций выделяется около 6⋅1025 гамма-частиц и 2⋅1026 нейтронов (по (1—3)⋅1023 нейтронов ядерного и по (1,5—2)⋅1023 нейтронов термоядерного происхождения на 1 килотонну)(С. 18, 49), из них около 90 % поглощается веществом бомбы, оставшиеся 10 % с энергией до 14,2 МеВ вылетают наружу в виде нейтронного излучения. До окончания реакции вся конструкция бомбы нагрета и полностью ионизована.                                             |
| Условия в бомбе: темп-ра давление                              | Время                       | Процесс |
| Примечания 1.                                                  |                             | |

### Космический взрыв
| Действие космического ядерного взрыва мощностью 1 Мт в тротиловом эквиваленте | |
| Расстояние                                                                    | Эффект |
|                                                                               | Противоракета достигает заданных высоты и координат, происходит взрыв. Так как вокруг заряда мало частиц воздуха, то нейтроны взрыва, рентгеновские и гамма-лучи без задержки и поглощения уходят в пространство, ударная волна не образуется. |
| до 2 км                                                                       | Рентгеновские лучи испаряют корпус атакуемой боеголовки и она разрушается (С. 177). |
| до 2 км                                                                       | Поток нейтронов вызывает ядерную реакцию и расплавление плутония в атакуемой боеголовке (С. 178). |
| 6,4 км                                                                        | Гамма-лучи выводят из строя полупроводниковые системы спутника (С. 178). |
| 29 км                                                                         | Нейтронное излучение выводит из строя полупроводниковые системы спутника (С. 178). |
| до 160 км                                                                     | Временное нарушение работы электронных систем спутников (С.179) |
| неск. сотен км                                                                | Гибель космонавтов от проникающей радиации (С. 188). |
| 1000 км                                                                       | Максимальный радиус расширения плазменных продуктов взрыва 1 Мт. Радиус перерыва радиосвязи на коротких волнах на 5 часов и более (С. 175, 187)                                                                                                |
| 1600 км                                                                       | Дальность регистрации электромагнитного импульса (С. 673) |
| все околоземные орбиты                                                        | Взрыв в ближнем космосе вызовет искусственный радиационный пояс быстрых электронов вокруг Земли, создаваемый им в космических кораблях фон порядка 1 Гр/час (С. 188) заставит всех космонавтов срочно и надолго покинуть орбиту.               |
| 320 000 км                                                                    | Дальность видимости космического взрыва 1 Мт днём (С. 668, 673) |
| 3,2 млн км                                                                    | Дальность видимости неэкранированного космического взрыва 1 Мт ночью (С. 668, 673) |
| 9,6 млн км                                                                    | Дальность обнаружения неэкран. взрыва 1 Мт по флюоресценции, черенковскому излучению и фазовой аномалии волн (С. 673) |
| 1,6 млрд км                                                                   | Дальность обнаружения неэкран. взрыва 1 Мт по тепловым рентгеновским лучам приборами ИСЗ (С. 674) |
| Расстояние                                                                    | Эффект |
| Примечания 1. 2.                                                              | |

### Наземный контактный взрыв
В отличие от воздушного взрыва наземный взрыв для стороннего далёкого наблюдателя до момента прихода ударной волны не всегда будет развиваться в тишине. Если подрыв заряда произведён на небольшой высоте (несколько десятков метров над поверхностью, когда взрыв в несколько сотен килотонн — мегатонну способен вырыть заметную воронку и вызвать сейсмические волны), то на расстояниях несколько десятков километров до прихода ударной волны может ощущаться продолжительное сотрясение почвы и подземный гул (С. 44, 45). Этот эффект ещё более заметен при наземном контактном и подземном взрыве.
В этой таблице нет подробностей развития воздушной ударной волны, здесь больше уделено внимания происходящим явлениям в грунте. Также нет примеров воздействия взрыва на гражданские объекты, так как всё это рассмотрено в примерах более подходящего для их разрушения воздушного взрыва. Зато есть примеры воздействия на военные объекты, защитные сооружения и невоенные сооружения особой прочности типа плотин ГЭС.
Помимо теории, эффектов и возможных разрушений здесь затронуты вопросы защиты от ядерного взрыва. По источнику(С. 34, 35) добавлено давление волны затекания в колодцеобразный вход в глубокое подземное сооружение с одним интересным явлением: чем выше давление ударной волны на поверхности, тем больше разница его и давления затекания. Явление объясняется тем, что более мощная ударная волна имеет больше скорость и быстрее проскакивает над входом, не успевая затечь в него в полную силу. Это в отдельных случаях позволяет не ставить на входе защитных устройств — давление упадёт само. Защитные двери понадобятся внутри, но уже менее прочные.
| Действие наземного ядерного взрыва мощностью 1 Мт в тротиловом эквиваленте                |                             |                              |           | |
| Время Рассто- яние                                                                        | Давление Давление затекания | Смещение Радиоакт. заражение | Защита    | Примечания |
| −10−4 c 0 м                                                                               |                             |                              |           | Бомба (боеголовка) касается поверхности земли, срабатывает контактное взрывное устройство («клевок») (С. 147). За время от касания до термоядерного взрыва она успевает углубиться в грунт на несколько дециметров. |
| 0 с 0 м                                                                                   |                             |                              |           | Начало термоядерных реакций. |
| < 10−7 c 0 м                                                                              | ~108 МПа                    |                              | 200—300 м | Окончание реакции, начало разлёта вещества бомбы. Глубина воронки в этом месте будет ~40—50 м, грунт необратимо деформируется на глубину ~100—200 м в зависимости от породы (3—4 глубины воронки) (С. 28, 227). Шахтная пусковая установка под эпицентром взрыва 0,2—1 Мт возможна в грунте на глубине от 300 до 900 м(С. 70). Защитное сооружение возможно в однородном граните на глубине 100—200 м в виде подземного сооружения с амортизацией(С. 29), и 300—400 м в обычной горной выработке с креплением и без амортизации; в скальной породе но под слоем ~200 м мягкого грунта на глубине от 300 м. Радиоактивное заражение на высоте 1 м в воронке и её окрестностях в первые 1—2 часа после взрыва составит около 0,01—0,25 Гр/с (1—25 рентген/с), снижающийся затем по закону радиоактивного распада: например в эпицентре взрыва 400 кт через 2 часа 0,1 Гр/с, через сутки 0,01, 2 сут. ~0,002, 5 суток 0,0002 Гр/с (С. 516, 517),(С. 340),(С. 59—60). |
| 10−7c 12 м                                                                                |                             |                              | 200—300 м | Энергия взрыва в нижней части трансформируется в изотермическую полусферу испарившегося грунта радиусом 1,5—2 м. В грунт на начальном этапе передаётся ~7 % всей энергии взрыва, но в дальнейшем эта доля уменьшается до 2,5 % за счёт переизлучения большей части энергии в воздух и выброса нагретого грунта из эпицентральной области(С. 23, 198). Разогретый до 10 млн градусов грунт начинает взрывное испарение и разлёт. |
| 1,7⋅10-7 c 25 м                                                                           |                             |                              | 200—300 м | Вторая стадия воздействия на грунт: пары бомбы ударяют по его поверхности со скоростями порядка 100—1000 км/с, температура в зоне контакта св. 10 млн °C(С. 23). А на поверхности растёт изотермическая полусфера светящегося воздуха. |
| 10−6c 34 м                                                                                | 13 000 МПа                  |                              |           | Полусфера: радиус 34 м, температура 2 млн. К, скорость воздуха ~1 км/с; облако паров бомбы на поверхности: радиус 2 м, температура 4 млн. К, давление 107МПа, скорость 1000 км/с (С. 120), толщина прогретого излучением грунта ~0,5—1,5 м, тепловая волна в грунте переходит в ударную волну (С. 196). |
| 10−6—10−3 c                                                                               |                             |                              |           | Ударные явления в грунте описываются законами гидродинамики: грунтовую ударную волну давлением 50 000—107 МПа формируют испарённые и расширяющиеся массы земли, дополнительно разогнанные парами бомбы и идущие со скоростями выше скорости звука в грунте. Порода при сверхзвуковом ударе ведёт себя как идеальная жидкость и прочность породы при этом не оказывает влияния на волну. |
| 2⋅10-5 c                                                                                  |                             |                              |           | Грунтовая ударная волна испаряет и плавит землю в радиусе 20—30 м (С. 224),, выброс испарений снижает температуру в центре огненной полусферы в 10 раз и более в сравнении с окраинами (С. 200),. Всего испаряется ~20 тыс. тонн грунта (куб высотой 20—25 м). |
| 0,0001c ~50 м                                                                             | 3000 МПа                    |                              | 200—300 м | Ударная волна уходит в глубину, развивая воронку и эжектируя в воздух (как из сопла ракетного двигателя) конусообразный скоростной поток испарённого, расплавленного и размолотого грунта. Появляются сейсмовзрывные волны в грунте, уходящие от будущей воронки. Формирование воздушной ударной волны (С. 198). Величина энергии в приповерхностной области около 1 %, а во всём нижнем полупространстве ~2,5 %; остальные 97,5 % всей энергии взрыва — в огненной полусфере (С. 200). С этого радиуса сухой грунт уносится со скоростью 430 м/с (С. 238). |
| 0,0005 с 75 м                                                                             | 2500 МПа 250 МПа            |                              |           | (С. 34) Огненная полусфера: температура ~500 000 К, нижняя полусфера: радиус ~10 м, давление до 40 000 МПа, температура до 3000 К (по данным для 500 кт (С. 203). |
| 0,001—0,002 с                                                                             | 1000 МПа 120 МПа            |                              |           | Поздняя стадия несжимаемого течения, свойства грунта начинают оказывать влияние на динамику развития воронки, скорость её роста заметно снижается, а ударная волна переходит в волну сжатия или сейсмовзрывную волну. Растущая воронка в это время имеет примерно полукруглую форму, её радиус 40—50 % окончательного. Часть грунта вдавливается в массив и затем частично отпружинивает обратно. Формируется максимальная глубина воронки, далее растёт только радиус, так как поверхностный окраинный грунт меньше сопротивляется выдавливанию и выбросу, чем глубинный массив. Выброшенный грунт образует конус разлёта (грунтовый «ус» или султан выброса) под углом 40—60° со скоростями ~10²—10³ м/с (основная масса до 100 м/с) (С. 136, 222, 232),. |
| 0,0015с ~100 м                                                                            | ~750 МПа 100 МПа            | гранит 6 м                   | 200 м     | Здесь будет граница воронки в скале глубиной в эпицентре до 40 м(С. 227),. В этом радиусе на глубине 40 м давление ~200МПа, порода смещается в сторону на ~5 м с ускорением в тысячи g. Особо прочные подземные сооружения (необитаемые) при давлении до 200 МПа в гранитной скале на пределе сохранения (С. 26, 29), (С. 82, 83),. Если взрыв в сухом наносном грунте, то с этого радиуса грунт выбросится со скоростью 54 м/с (С. 238). |
| 0,002 с 128 м                                                                             | 400 МПа 50 МПа              | аллювий 8 м                  | 200 м     | Здесь будет граница воронки глубиной 47 м в сухом мягком грунте (С. 227), скорость уноса его отсюда 26 м/с (С. 234, 238). Далее без пояснений явления взрыва в этом типе грунта. |
| 147 м                                                                                     |                             |                              |           | Радиус зоны выброса сухого грунта 1,15R воронки (С. 238), определяет теоретический предел возможности постройки защитного сооружения неглубокого заложения, отсюда грунт будет выброшен со скоростью 17 м/с и заменён выбитым грунтом из воронки. |
| 0,004 с 150 м                                                                             | 220 МПа                     | 5 м                          | 200 м     | Здесь будет гребень вокруг воронки высотой до 11,5 м (С. 227), или 0,25 глубины воронки (С. 285), состоит из кольцеобразной застывшей «волны» выдавленного грунта шириной порядка радиуса воронки и навала до 5-6 м толщиной (С. 20). |
| 160 м                                                                                     | 200 МПа 30 МПа              | 4,3 м                        |           | Через 0,1 с температура ниже до 10 раз от той, что могла бы быть в этой области (~50 000 К), а спустя 1,5 с 2000 К вместо 7000 К из-за охлаждающего действия потока грунта (С. 138). Полное разрушение или сильное смещение тяжёлого убежища до 1,25R воронки(С. 297),(С. 253). |
| 0,006 с 180 м                                                                             | 130 МПа                     | 3/5 м                        |           | Плотность грунта в навале ~0,7—0,8 ненарушенного грунта (С. 227). |
| 0,007 с 190 м                                                                             | 110 МПа 15 МПа              | 2,5/4 м                      |           | Радиус зоны разрыва грунта 1,5R воронки, деформация и разрывы длинных гибких конструкций на умеренной глубине (трубопроводы) 1,5R воронки(С. 297),(С. 253). |
| 0,008 с 200 м                                                                             | 90 МПа 14 МПа               | 1,7/3 м                      |           | Навал грунта из воронки толщиной 4,8 м (С. 227). Ориентировочная граница зоны сдвиговых разрушений в скальных породах (волна сжатия в породе от 10 ГПа до 10—100 МПа), где будет наблюдаться полное или сильное разрушение строительных конструкций подземного сооружения (С. 55). |
| 0,01 с 220 м                                                                              | 60 МПа                      |                              |           | Граница воронки в водонасыщенном грунте ~1,7R воронки в сухом грунте. Предел защищённости ШПУ в скальном грунте 50 МПа. |
| ~0,01—8,4 с                                                                               | 50—0,035 МПа                |                              |           | При определённых условиях (летний период, открытая местность, пыльная поверхность, асфальт, сухая трава, пустыня, степь) из-за нагрева приземного воздуха под действием вспышки и изменения его свойств ударная волна у поверхности бежит быстрее, чем основной фронт: появляется скачок-предвестник (аномалия ударной волны, вспомогательная волна)(С. 36, 62),(С. 153), (С. 143), (С. 34). Растущая полусфера наземного взрыва похожа на круглую шляпу, а её короткие кучерявые поля и есть названная аномалия. В дальнейшем до расстояний 2—3 км размеры её становятся больше, а в случае высокого воздушного взрыва явление выражено резче, но здесь из-за свечения оно наиболее наглядно. В разрушении подземных объектов эффект вреден: он приводит к потере давления фронта (до 2-х раз), но зато возрастает давление (до 5 раз) и импульс скоростного напора (С. 182), то есть энергия удара переходит в энергию ветра за фронтом, способного далеко отбросить наземные объекты (напр. танки). Поднимаемые этим скачком клубы пыли затемняют нижнюю часть огненной полусферы и уменьшают силу светового поражения. |
| 0,015 с 250 м                                                                             | 40 МПа 7 МПа                | 0,5/1 м                      | 150 м     | За доли секунды до прихода границы огненной полусферы в нескольких сотнях метров (~400—700 м при сравнении со взрывом 10,4 Мт) от центра дошедшее гамма-излучение продуцирует электромагнитный импульс с напряжённостью на уровне ~100—1000 кВ/м. Импульс может вывести из строя незащищённое электрооборудование внутри бункеров, ракетных шахт и кабельные линии между ними, а также вызвать разряды молний, бьющих от земли вверх перед приходом границы огненной полусферы (С. 5, 7, 11), (С. 39). До 2R воронки: повреждение внутреннего оборудования тяжёлого убежища (С. 253), незначительные деформации, иногда разрывы трубопроводов(С. 297),(С. 253). |
| 0,025 с 300 м                                                                             | 23 МПа 4,5 МПа              | 0,2/0,5 м                    | 70 м      | Навал грунта толщиной 0,7 м (С. 227). Сильное и полное разрушение долговременных железобетонных фортсооружений (ДОТ) (РДС-6с 400 кт на дистанциях 200—500 м (1,5—30 МПа) (С. 76)). |
| 320 м                                                                                     | 20 МПа 4 МПа                |                              | 50-70 м   | Граница зоны пластических деформаций среднего грунта до 2,5R воронки (С. 277, 296), в этой области рассеивается до 70—80 % энергии, переданной грунтовому массиву или до 2 % от полной энергии наземного взрыва (С. 27). Нарушение соединений, образование небольших трещин, разрыв внешних хрупких связей в тяжёлых убежищах до 2,5R воронки. За пределами этой зоны грунтовая волна сжатия, полученная при образовании воронки, не вызывает значительных повреждений(С. 297),(С. 253), на первый план выходит действие воздушной ударной волны и создаваемый ею сейсмический сдвиг. |
| 0,03 c 330 м                                                                              | 17 МПа                      |                              |           | Ударная волна перестаёт светиться и становится полупрозрачной, через неё частично видны внутренние области огненной полусферы. Это явление наблюдается дольше, чем при воздушном взрыве. |
| 350 м                                                                                     | 14 МПа                      |                              | 50 м      | Предел защиты ШПУ в среднем грунте 12—14 МПа (С. 9). Тело человека со стороны взрыва успеет обуглиться и частично испариться, и полностью развеивается с прибытием фронта ударной волны и потока плазмы. |
| 385 м                                                                                     | 10 МПа 2,5 МПа              |                              | 42 м      | Нарушение герметичности соединений трубопроводов до 3R воронки(С. 297, 615),(С. 253). Ориентировочная граница зоны сдвиговых разрушений в осадочных породах (волна сжатия в грунте от 10 ГПа до 0,1—10 МПа (С. 55)), граница зоны пластических деформаций (давление воздушной ударной волны 10 МПа (С. 20)), где будет наблюдаться полное или сильное разрушение строительных конструкций подземного сооружения. |
| 0,05 с 400 м                                                                              | 7,5 МПа 2 МПа               | 0,5/0,3 м                    | 40 м      | При поглощении огненной полусферой места, где сверкнула молния, на поверхности змеится светящаяся полоса (С. 5, 6). Навал грунта толщиной 0,3 м (С. 227). |
| 0,06-0,08 с 435 м                                                                         | 6 МПа 1,7 МПа               |                              |           | Температурный минимум излучения полусферы. До этого момента она росла почти так же, как сфера взрыва в воздухе, но после наземные условия начинают сказываться на дальнейшем развитии (С. 81). Предел защищённости ШПУ «Минитмен» (6—7 МПа) (С. 85). |
| 0,09 с 470 м                                                                              | 5 МПа 1,5 МПа               | 0,5/0,3 м                    | 30 м      | Граница зоны сплошного навала грунта: давление ударной волны ~5МПа (С. 20); (3—4)R воронки (С. 227). Предел прочности убежища типа метро на глубине 18 м (РДС-2 38 кт в радиусе не ближе 150 м), но входы в него будут разрушены и завалены обломками эскалаторов. Защитное сооружение котлованного типа (неглубокого заложения в осадочных породах) при давлении ударной волны 5 МПа от взрыва мощностью 0,2 Мт будет находиться на грани разрушения, а люди в нём из-за смещения и вибраций получают повреждения: крайне тяжёлые 5 %, тяжёлые 30 %, средние 20 %, лёгкие 25 %, без повреждений 20 % (С. 233). |
| ~500 м                                                                                    |                             |                              |           | К обычным волновым колебаниям на расстоянии ок. 4 R воронки добавляется низкочастотное движение вверх и от эпицентра длительностью ~3 сек (неизучено) (С. 25). Радиоактивный фон здесь через 2 часа составит 0,01 Гр/с (1 Р/с), через сутки ~0,001 Гр/с, 2 суток 0,0005 Гр/с, 5 суток 0,00003 Гр/с (С. 516). |
| 600 м                                                                                     | 4,2 МПа                     |                              |           | (С. 13) Нагрев ~5000 °C ~5 сек. Условия, в которых оказались бы защитные ворота Объекта 825ГТС (Балаклава) в случае прямого попадания расчётного заряда 100 кт в середину между входами (расстояние между ними ~0,5—0,6 км). Если не в середину, то одному из входов досталось бы сильнее. О случае прямого попадания во вход в подобное сооружение см. след. раздел. Разрушение гравитационной бетонной плотины ГЭС при взрыве в 630 м со стороны нижнего течения (С. 68—69). Полное разрушение шоссейных дорог с асфальтовым и бетонным покрытием (2—4 МПа; 4 МПа (С. 27)). |
|                                                                                           | 3 МПа                       |                              |           | Сильное разрушение взлётно-посадочных полос (С. 114). На первых сотнях метров незащищённый человек не успевает увидеть взрыв и погибает без мучений (время зрительной реакции человека 0,1—0,3 с, время реакции на ожог 0,15—0,2 с). |
| 0,15 с                                                                                    |                             |                              |           | Формирование максимального радиуса воронки 128 м, глубина её 47 м (С. 227), всего выброшено ~300 тыс. м³ (С. 285) или порядка 0,5—0,6 млн тонн грунта; на его выброс в целом расходуется ~0,1 % энергии взрыва (С. 27). Грунт в процессе полёта внутри огненной полусферы подвергается конвективной тепловой обработке: испаряется, оплавляется, из частиц его впоследствии образуются во множестве маленькие чёрные шарики спёкшегося шлака, выпадающие до десятков км от воронки до 100 штук на 1 м² (С. 649) — жаргонно названные на Семипалатинском полигоне «харитонки». |
| 0,2 с 670 м                                                                               | 2 МПа 0,7 МПа               | 0,3/0,15 м                   | 25-30 м   | Огненная полусфера под действием отражённой от земли волны и потока «холодного» испарённого и выброшенного грунта искривляется и теряет круглую внутреннюю структуру. Граница зоны разлёта грунта (С. 20), 2 МПа — минимальное давление ударной волны для выброса грунта(С. 88). Полное разрушение танка 1—2 МПа (С. 31, 32). Полное разрушение подземной выработки с деревянным креплением на глубине менее 14 м (РДС-2 38 кт 222 м) (С. 315). |
| 700 м                                                                                     |                             |                              |           | Ударная волна оторвалась от снова разгорающейся огненной полусферы (700 м)(С. 81), при этом скачок-предвестник перестаёт излучать свет. Убежище типа метро на глубине 18 м, облицованное чугунными тюбингами и монолитным железобетоном, испытано РДС-2 38 кт на высоте 30 м на расстоянии 235 м (для 1 Мт 700 м), получило незначительные деформации, повреждения (С. 314, 315, 338). Вход в сооружение с поверхности не обычный павильон, а полузаглублённый железобетонный каземат со стенами и перекрытием ~2 м толщиной, узкими потернами (шириной ~1 м) и входом-сквозником для пропуска ударной волны мимо массивной двери. |
| 760 м                                                                                     |                             |                              |           | Радиация ~50 000 Гр. Нагрев ~3500 °C ~5 сек. Сильное и полное разрушение заглублённых сводчатых бетонных защитных сооружений (1,52—1,93 МПа) (С. 165). Круглые сводчатые и сферические перекрытия лучше держат удар, чем плоские при той же толщине и размере пролёта (С. 50). |
| 800 м                                                                                     | 1,5 МПа                     |                              | 25 м      | (С. 11) Радиация ~20 000 Гр. Сейсмовзрывная волна догоняет воздушную ударную волну: сгущение сейсмических волн и усиление волнового фронта в грунте. Разрушение железобетонной трубы диаметром 1,5 м толщиной 20 см под землёй (1,2—1,5 МПа) (С. 11). Человек превращается в обугленные обломки: ударная волна от 1,5 МПа вызывает травматические ампутации (С. 357) и отбрасывает тело на сотни метров, а догоняющая его огненная полусфера обугливает останки. |
| 900 м                                                                                     | 1,2 МПа 0,5 МПа             |                              |           | (С. 7) Аналогичная ударная волна наземного взрыва Кастл Браво 15 Мт на расстоянии 7500 футов сорвала защитную дверь весом 20 тонн и порушила внутренность наземного бункера для размещения научных приборов, расположенного на соседнем острове и укрытого большой земляной насыпью. Проектная мощность 4—6 Мт (давление ~0,7 МПа). Сильная деформация и повреждение заглублённых сводчатых бетонных защитных сооружений (1,1—1,52 МПа) (С. 165). |
| 1000 м                                                                                    | 0,96—1 МПа 0,4 МПа          |                              |           | (С. 34),(С. 13),(С. 11) Радиация ~10 000 Гр. Радиоактивный фон здесь через 2 часа 0,0001 Гр/с , 1 сутки 0,00002 Гр/с, 2 суток ~5⋅10−6(С. 516). Сильное повреждение ДОТ (РДС-6с 400 кт на дистанции 750 м)(С. 76)). Полное разрушение артиллерии 0,2—1 МПа(С. 32), вывод из строя танков (РДС-1 22кт на дистанции 250—300 м)(С. 654). Образование трещин в заглублённых сводчатых бетонных сооружениях, возможно повреждение входных дверей (0,83—1,1 МПа) (С. 165). Защитное сооружение: железобетонное перекрытие 0,61 м и грунт 0,6 м |
| 1260 м                                                                                    |                             |                              |           | Радиус разрушения арочных бетонных плотин ГЭС при взрыве со стороны каньона (С. 68—69), земляные и бетонные плотины разрушаются при давлении свыше 1 МПа (С. 30). |
| 1260—1400 м                                                                               | 0,7 МПа 0,3 МПа             | 0,2/0,2 м                    |           | Граница роста огненной полусферы при наземном взрыве ~1,3—1,4 км, радиус её примерно в 1,26 раза больше, чем радус сферы при воздушном взрыве (С. 81), (С. 26), (С. 20). Нагрев до 800 °C. Радиация до 1000 Гр (С. 22). Защитное сооружение: железобетон 0,53 м и грунт 1,55 м (С. 549) |
| 1400 м                                                                                    | 0,5 МПа 0,25 МПа            | 0,2/0,2 м                    | 12-25 м   | Гибель собак от ударной волны (0,5 МПа) (С. 77). Человек — 99%-я вероятность гибели только от действия ударной волны (0,38—0,48 МПа) (С. 541) (0,5 МПа), контузия внутренних органов и ЦНС (С. 207). Отброс и опрокидывание танков (0,5 МПа) (С. 47, 77). |
| 1460 м                                                                                    | 0,4 МПа 0,2 МПа             | 0,15/0,15 м                  | 7 м       | (С. 11) Сейсмовзрывная волна в грунте обгоняет ударную волну в воздухе; она давно потеряла свою разрушительную силу для защищённых сооружений и теперь служит звуковым и сейсмическим предвестником прихода ударной волны. Граница поверхности, покрытой коркой оплавленной земли. Граница зоны оплавления металлов. Полное разрушение железобетонных ДОТов сборного типа 0,45 МПа (РДС-2 38 кт на дистанции 500 м(С. 315, 339)(С. 58)). Остов слоистого деревоземляного защитного сооружения тяжёлого типа от ударной волны 0,42 МПа испытывает нагрузки в ~1,5 раза больше, чем от прямого попадания фугасной бомбы 100 кг (С. 43, 45). |
| 1550 м                                                                                    | 0,35 МПа                    |                              |           | Граница зоны камнепада ~12R воронки в мягком грунте (1536 м) и 15R воронки в скальном грунте (1500 м) (С. 227). Ударная волна отбрасывает танк на 10 м и повреждает. |
| 1650 м                                                                                    | 0,3 МПа                     |                              |           | (С. 11) Радиация 500 Гр. Сильное и полное разрушение наземных сводчатых стальных защитных сооружений (0,31—0,43 МПа) (С. 165). Человек весом 80 кг в положении стоя при взрыве 0,5 Мт и отсутствии препятствий отбрасывается ударной волной 0,3 МПа на расстояние свыше 300 м с начальной скоростью свыше 575 км/ч, из них 0,3—0,5 пути (100—150 м) свободный полёт, а остальное расстояние — многочисленные рикошеты о грунт; в положении лёжа отброс свыше 190 м со скоростью 216 км/ч. Для сравнения: при взрыве 20 кт и 0,3 МПа отбрасывания меньше: стоя 130 м и 180 км/ч, лёжа 40 м и 61 км/ч(С. 227—229). Ударная волна более мощного взрыва при том же перепаде давления обладает большим размахом и длительностью скоростного напора — успевает сильнее разогнать тела. Защитное сооружение: ж/б 0,51 м и грунт 0,6 м; ж/б 0,45 м и грунт 1,2 м |
| ~1,5 c 1780 м                                                                             | 0,25 МПа 0,15 МПа           | 0,12/0,12 м                  | 3 м       | (С. 23) Нагрев до 200 °C. Радиация 70 Гр — 100 Гр (С. 23). Вероятность гибели человека от ударной волны ~10 % (0,25 МПа) (С. 207), ожоги 3—4 степени до 60—90 % поверхности тела, тяжёлое лучевое поражение, сочетающиеся с другими травмами, летальность сразу или до 100 % в первые сутки. Сильная деформация наземных сводчатых стальных защитных сооружений в виде выпучивания стенок внутрь (0,28—0,34 МПа) (С. 164, 165). |
| 1,5 c и далее                                                                             |                             |                              |           | Султан выброса достигает высоты ~1 км и частями низвергается на землю, образуя вышеназванные слои навала грунта и зоны камнепада. Первыми обрушаются массы грунта из окраинных областей воронки, получившие меньшее ускорение, летящие более плотным потоком и в меньшей степени разрушенные; грунт из средней её части улетает дальше; камни меньше тормозятся воздухом и улетают ещё дальше. Часть грунта может быть отброшена назад движением обратной воздушной волны. Скоростной поток испарений из центральных областей выброса вместе с другими испарениями грунта и бомбы остаётся в воздухе и поднимается с облаком и пылью в стратосферу. |
| 2 c 2000 м                                                                                | 0,2 МПа                     | 0,09/0,09м 400—1000 Гр/ч     | 1 м       | Радиация 35—40 Гр(С. 22), (С. 23). Огненная «полусфера» вырастает до максимума, она уже значительно искривлена и похожа на плотный куст, верхние ветви которого, образующие как бы корону, это выбросы из воронки. Снизу световой объём затемнён клубами пыли. Повреждение вентиляции и входных дверей у наземных сводчатых стальных защитных сооружений (0,21—0,28 МПа) (С. 165). Средние повреждения танков (0,2—0,4 МПа) с отбросом на несколько метров. |
| 2,5 c 2260 м                                                                              | 0,15 МПа                    | 0,07/0,07 м                  |           | (С. 23)Радиация ок. 10 Гр (С. 23). Детонация пиротехнических средств (РДС-1 22 кт на дистанции 750 м) (С. 641). В радиусе ~1,5 км от центра давление снижается до 0,8 атм и несколько секунд держится на этом уровне, затем постепенно повышается; этот эффект может отжать и открыть защитную дверь в убежище и даже поднять незакреплённое бетонное перекрытие толщиной 0,9 м без дополнительной засыпки(С. 52, 53),(С. 116). Экипаж танка погибает в течение 2—3-х недель от крайне тяжёлой лучевой болезни. Человек весом 80 кг при взрыве 0,5 Мт в положении стоя отбрасывается волной на 260 м с начальной скоростью ок. 400 км/ч, лёжа соответственно 150 м и 180 км/ч(С. 229). В случае падения телом (не головой) о твёрдое препятствие со скоростью 150 км/ч и выше — 100%-я гибель (С. 288). Защитное сооружение: ж/б 0,25 м и грунт 1,2 м |
| 3,5 c 2800 м                                                                              | 0,1 МПа 0,08 МПа            | 0,05/0,05 м                  |           | (С. 23) В это время в районе эпицентра плотность потока излучения больше, а температура ниже (~2000 К), чем в периферийных районах светящейся области (5—6 тыс. К) (С. 138, 139). Экипаж танка в безопасности. Сильные повреждения железобетонных ДОТов сборного типа 0,95 МПа (РДС-2 38 кт на дистанции 1000 м (С. 315),(С. 58)). Защитное сооружение: железобетон 0,4 м и грунт 0,6 м |
| 3100 м                                                                                    | 0,08 МПа                    |                              |           | Отдельные обломки породы падают на расстояниях (20—25)R воронки (С. 227). Электромагнитный импульс 6 кВ/м. |
| 3300 м                                                                                    | 0,07 МПа                    |                              |           | До уровня давления ~0,07 МПа после взрыва будет распространяться зона запыления и очень ограниченной видимости после взрыва(С. 117). |
| 3600 м                                                                                    | 0,06 МПа                    |                              |           | |
| 6,5 c 4000 м                                                                              | 0,05 МПа                    | 340—440 Гр/ч                 |           | (С. 23) Радиус возможного воздействия электромагнитного импульса до 3 кВ/м на линии электропередач и нечувствительные электроприборы, не оборудованные защитой с пределом устойчивости 2—4 кВ/м. Наведённый в проводах импульс может вызвать повреждения в электроприборах на больших расстояниях от взрыва(С. 45). |
| 4300 м                                                                                    | 0,045 МПа                   |                              |           | На месте максимального развития предвестника (2—4 км от эпицентра) остаётся пылевой вал, сохраняющийся долгое время, медленно смещающийся от эпицентра и имеющий направление вращения, противоположное вихрю в облаке (С. 397, 398) |
| 4500 м                                                                                    | 0,04 МПа                    |                              |           | При взрыве в очень влажной атмосфере вокруг взрыва образуется облачный купол и последующие метаморфозы в течение 10—20 сек со стороны будут не видны. |
| 8,4 с 4700 м                                                                              | 0,037 МПа                   |                              |           | Взаимодействие ударной волны с нагретым слоем воздуха заканчивается и волна-предвестник исчезает. На границе светящейся области зарождается кольцеобразный вихрь (С. 397, 398). В дальнейшем этот вихрь закрутит на себе всё облако. |
| 4800 м                                                                                    | 0,035 МПа                   |                              |           | Из-за воздействия поверхности земли этот процесс идёт медленнее, чем при воздушном взрыве. |
| 5400 м                                                                                    | 0,03 МПа                    |                              |           | Слабое повреждение танков, обрыв антенн и фар (0,03—0,05 МПа). |
| 6000 м                                                                                    | 0,025 МПа                   | 128—280 Гр/ч                 |           | Кольцеобразный вихрь пошёл вверх; облако, похожее на большой комок горящей ваты (С. 66), начинает отрыв от земли. |
| 15 с 7000 м                                                                               | 0,02 МПа                    |                              |           | На 14-й секунде температура в облаке падает до 4000 К и начинается конденсация испарённых твёрдых веществ (С. 44, 45, 147). |
| 8500 м                                                                                    | 0,015 МПа                   |                              |           | Всего в воздух поднимается ~20 % общего количества радиоактивных продуктов, остальные 80 % остаются в районе взрыва. |
| 9800 м                                                                                    | 0,012 МПа                   | 70—150 Гр/ч                  |           | Растёт грибообразное облако, отличающееся от гриба высокого воздушного взрыва сильной загрязнённостью, большей плотностью, меньшими температурой и яркостью свечения; пылевой столб слит с огненным облаком и поток в нём движется с большей скоростью. |
| 0,5 мин 11 100 м                                                                          | 0,01 МПа                    |                              |           | Поток запылённого воздуха в столбе движется в два раза быстрее подъёма «гриба», настигает облако, проходит сквозь, расходится и как бы наматывается на него, как на кольцеобразную катушку. |
| 13 800 м                                                                                  | 0,08 МПа                    |                              |           | В облаке сосредоточено ~90 % суммарной радиоактивности поднимаемых в воздух частиц, причём большая их часть первоначально сосредоточивается в нижней трети облака; остальные 10 % несёт в себе пылевой столб (С. 427, 428). |
| 17 200 м                                                                                  | 0,06 МПа                    |                              |           | Облако поднимает около 280 тыс. тонн пыли, из них 120 тыс. т первоначальный выброс пыли и испарений из воронки и 160 тыс. т конвективная составляющая: разрушение небольших кусков грунта при полёте внутри огненной полусферы, а также унос расплавленных частиц с поверхности земли (С. 138). |
| 1 мин 20 км                                                                               | 0,005 МПа                   | 29—55 Гр/ч                   | 0,65 м    | Температура в облаке упала до 1500 К и в нём заканчивается конденсация испарённого грунта и остатков бомбы (С. 44, 45), по мере его дальнейшего охлаждения радиоактивные вещества осаждаются на захваченных частичках грунта. Облако поднимается до 7—8 км, центр торообразного вихря на высоте 5 км. Пылевой вал у поверхности достигает высоты до 500 м при ширине ~1,5 км, центр его сместился на расстояние ок. 4 км от эпицентра, а потоки ветров, несущих пыль к ножке гриба, вынуждены этот вал перепрыгивать(С. 406), (С. 398, 399, 402, 404). |
| 1,5 мин 31 км                                                                             | 0,001 МПа                   | 17—37 Гр/ч                   | 0,6 м     | Вершина «гриба» на высоте 10 км (С. 38). Первые подземные колебания прийдут сюда через 15 с после взрыва (при средней скорости звука в породе 2000 м/с). |
| 2 мин                                                                                     |                             |                              |           | «Гриб» вырос до 14 км, центр кольцеобразного вихря на высоте ~10 км (С. 402). |
| 3,1 мин                                                                                   |                             |                              |           | Гриб вырос до 16,5—18 км, центр тора 12,5 км. Сверху облака появилась «шапка» из холодного тяжёлого воздуха, занесённого облаком из тропосферы и охладившегося во время подъёма (С. 399, 402). |
| 4 мин 85 км                                                                               |                             | 5—7 Гр/ч                     | 0,5 м     | Яркая вспышка-полусфера на таком расстоянии почти вся за горизонтом, полностью видна становится уже на стадии купола и облака. «Гриб» свыше 16 км (С. 403). Верхняя часть облака просаживается под тяжестью «шапки» холодного воздуха, более нагретый кольцеобразный вихрь достигает высоты 13 км (С. 399, 400). |
| 5 мин                                                                                     |                             |                              |           | Центр облака прогибается вниз, верхняя кромка вихревого кольца достигает 17 км и облако приобретает форму гриба-свинушки. После этого развитие грибообразного объёма происходит не столько подъёмом нагретого вихря, сколько поведением атмосферы, выведенной из равновесия взрывом (С. 400, 403). |
| 8 мин 165 км                                                                              |                             | 0,8—2,5 Гр/ч                 | 0,35 м    | Вспышка далеко за горизонтом, видно зарево и облако. «Гриб» вырос до максимальных размеров, из облака в течение 10—20 часов выпадают осадки с относительно крупными частицами, формируя ближний радиоактивный след, эффект называется раннее или местное выпадение осадков, доля их радиоактивности 50—70 % от суммарной радиоактивности осадков при наземном и 30 % при надводном взрыве (С. 427, 466). |
| 10 мин                                                                                    |                             |                              |           | При взрыве 0,2 Мт на воде начало выпадения осадков из облака (С. 802). |
| 16 мин                                                                                    |                             |                              |           | Максимум осадков при наводном взрыве 0,2 Мт (С. 802). |
| 30 мин                                                                                    |                             |                              |           | Окончание осадков и рассеивание облака наводного взрыва 0,2 Мт (С. 802). |
| 1—2 ч 55—61 км                                                                            | ветер 25—100 км/ч           |                              | 0,55 м    | Дальняя граница распространения зоны чрезвычайно опасного заражения (зона Г) шириной ок. 10 км по оси движения облака при ветре в статосфере ~25—100 км/ч. Уровень радиации на внешней границе на 1 ч после взрыва составляет 8 Гр/ч, через 10 ч 0,5 Гр/ч; доза излучений на внешней границе за время полного распада в середине зоны 70—100 Гр, на внешней границе 40 Гр (С. 49). |
| 1,5—4 ч 89—122 км                                                                         | ветер 25—100 км/ч           |                              | 0,4 м     | Дальняя граница зоны опасного заражения (зона В) шириной 13—16 км и общей площадью 8—10 % от всего следа раннего выпадения. Уровень радиации на внешней границе зоны через час 2,4 Гр/ч, через 10 ч 0,15 Гр/ч; суммарная доза излучения на внутренней границе 40 Гр, на внешней границе 12 Гр(С. 49),. |
| 2,5-5,5 ч 135—207 км                                                                      | ветер 25—100 км/ч           |                              | 0,25 м    | Дальняя граница зоны сильного заражения (зона Б) шириной 26—36 км и площадью 10—12 %. Уровень радиации на внешней границе зоны через час 0,8 Гр/ч, через 10 ч 0,05 Гр/ч; суммарная доза излучения на внутренней границе 12 Гр, на внешней границе 4 Гр(С. 49),. |
| 5,5-13 ч 309—516 км                                                                       | ветер 25—100 км/ч           |                              |           | Дальняя граница зоны умеренного заражения (зона А) шириной 25—100 км и площадью 78—89 % от всего следа раннего выпадения. Уровень радиации на внешней границе зоны через час 0,08 Гр/ч, через 10 ч 0,005 Гр/ч; суммарная доза излучения на внутренней границе 4 Гр, на внешней границе 0,4 Гр(С. 49),. |
| 2 суток                                                                                   |                             |                              |           | При коэффициенте диффузии 108см²/с горизонтальные размеры размытого облака больше 300 км (С. 148). |
| 7 дней                                                                                    |                             |                              |           | Размеры облака 1,5—2 тыс. км (С. 148). |
| 10—15 дней                                                                                |                             |                              |           | При взрыве на широте 40° размытое облако может совершить кругосветное путешествие и вторично пройти над местом взрыва (С. 148). |
| ~5 месяцев                                                                                |                             |                              |           | Эффективное время (от 3 мес. для взрыва в декабре до 8 мес. в апреле) половинного оседания радиоактивных веществ для полярной стратосферы и высот до 21 км — позднее выпадение осадков или дальний радиоактивный след, мелкодисперсные частицы выпадают на расстояниях сотни — тысячи и более км от эпицентра в основном в средних широтах. Их доля 30—50 % суммарной радиоактивности осадков наземного и 70 % надводного взрыва (С. 427, 466, 473). |
| ~10 месяцев                                                                               |                             |                              |           | Эффективное время половинного оседания радиоактивных веществ для нижних слоёв тропической стратосферы (до 21 км), выпадение также идёт в основном в средних широтах в том же полушарии, где произведён взрыв (С. 473). |
| 1 год                                                                                     |                             |                              |           | Площадь территории в окрестностях места взрыва, непригодной для жизни с дозой 0,02 Гр в год 15 000 км²; площадь территории, опасной для длительного пребывания с дозой 1 Гр в год 130 км² (С. 78). |
| ~5 лет                                                                                    |                             |                              |           | Время очистки стратосферы от продуктов взрыва, время перехода радиоактивного изотопа углерода С14 в виде СО2 из тропосферы в океан (С. 140, 154). Площадь территории с дозой 0,02 Гр/год 90 км² (С. 78). |
| 10 лет                                                                                    |                             |                              |           | Площадь территории с дозой 0,02 Гр/год 15 км² (С. 78). |
| ~30 лет                                                                                   |                             |                              |           | Время перехода С14 из тропосферы в биосферу (С. 154) (?). |
| 100 лет                                                                                   |                             |                              |           | Площадь оставшейся территории с дозой 0,02 Гр/год 2 км² (С. 78). |
| ~1000 лет                                                                                 |                             |                              |           | Время осаждения С14 с поверхности океана на дно (С. 154). |
| Время Рассто- яние                                                                        | Давление Давление затекания | Смещение Фон радиации        | Защита    | Примечания |
| Примечания 1. 2. 3. 4. 5. 6. 7. 8. 9. 10. 11. 12. 13. 14. 15. 16. 17. 18. 19. 20. 21. 22. |                             |                              |           | |

### Взрыв у входа втоннель
Рассматриваются наихудшие условия: ядерный взрыв 1 Мт у самого входа с поверхности в прямой тоннель (например метро) без поворотов и ответвлений диаметром 5—6 м с ровными стенками из бетона высокого качества, на основе (С. 28—40). Если заряд взорвётся в 2 метрах до входа, то на ударную волну в канале пойдёт в 2 раза меньше энергии. Если наоборот, внутри тоннеля, то эта энергия могла бы быть в 2 раза больше, но такое попадание заряда маловероятно. В предположении отсутствия потерь в порах и трещинах бетона, давление ударной волны могло быть на два порядка больше указанного, но и с потерями это давление в несколько раз больше, чем на тех же расстояниях при взрыве на поверхности из-за направляющего действия тоннеля и отсутствия сферического расхождения.
Если вход в тоннель перекрыт достаточно мощной дверью или заглушкой (толщиной, эквивалентной 1,5 м гранита или 2 м сыпучего грунта (С. 196, 240)), на испарение которой потратится всё рентгеновское излучение мегатонного взрыва, то ударная волна, созданная разлётом испарённой двери, в глубине тоннеля будет в ~3—5 раз слабее указанного ниже. Поворот тоннеля на 30 градусов снижает давление ударной волны на 5—6 %, под прямым углом — на 10—12 %. В ответвлении под прямым углом давление ниже на 70 %.
| Действие наземного взрыва 1 Мт на внутренний объём тоннеля |              |               |                        |                   | |
| Время                                                      | Рассто- яние | Темпера- тура | Давление Плотность     | Скорость вещества | Примечания |
| 0 с                                                        | 0 м          |               |                        |                   | Бомба размещается прямо перед входом в тоннель, взрыв, выход излучения. |
| (2-3)⋅10-8 с                                               | 0 м          |               |                        |                   | Рентгеновское излучение достигает стенок тоннеля. |
| 10−7−10−6 с                                                | 70 м         |               |                        |                   | Из-за влияния тоннеля тепловая волна уходит до 70 м вместо 50 м при взрыве в воздухе и на этом расстоянии образуется воздушная ударная волна. Стенки разогреваются тепловой волной на глубину 1—10 см до 5—10 млн. К и приобретают давление несколько десятков тысяч МПа, происходит взрывное испарение прогретого слоя.                          |
| (3-10)⋅10-6 с                                              |              |               |                        |                   | Испарённое вещество «ножницами» схлопывается по центру тоннеля, затем расходится, отражается, снова схлопывается уже слабее… |
| 0,0008 с                                                   | св. 100 м    | ~1 млн. К     | 50 000 МПа до 8 кг/м³  | до 90 км/с        | И так несколько раз, формируется плазменный поток («поршень»), следующий за ударной волной в глубь тоннеля. |
| 0,0015 с                                                   | 200 м        | 500 тыс. К    | 5-8тыс. МПа до 9 кг/м³ |                   | Энергия поршня уменьшается, а масса его растёт за счёт испарения поверхности стенок и вовлечения испарений в движение. |
| 0,002 с                                                    | ~250 м       | 400 тыс. К    | 3-6тыс. МПа до 9 кг/м³ |                   | Стенки таких давлений не выдерживают и как бы разбегаются, создавая в грунте расходящиеся конусом сейсмические волны. |
| 0,003 с                                                    | ~300 м       | 300 тыс. К    | 2-4тыс. МПа до 9 кг/м³ |                   | Плазменный поршень прекращает сжатия и расширения и равномерно движется по тоннелю турбулентным потоком. |
| 0,021 с                                                    | 470 м        |               | 150 МПа                | 9000 м/с          | В начале—середине того, что осталось от тоннеля, давление неск. сот МПа. Из-за потерь энергии на трение, абляцию и испарение стенок ударная волна ослабляется до 80 %, также ослабление идёт из-за разноса стенок тоннеля. |
| 0,044 с                                                    | 570 м        | 10 тыс. К     | 40 МПа 10 кг/м³        | 5500 м/с          | По мере накопления массы испарений поршень с максимумом плотности до 30 кг/м³ всё более отстаёт от ударной волны. |
| 0,08 с                                                     | 900 м        | 8000 К        | 20 МПа 9 кг/м³         | 3—4 тыс. м/с      | Плотность вещества в середине до 60 кг/м³, температура в начале до 100 тыс. К. Если бы здесь был тупик (например защитная дверь), то на него вначале бы обрушилась ударная волна (параметры слева), а через 0,1 с поток начавших конденсироваться испарений с давлением 50 МПа, плотностью ~20 кг/м³, скоростью до 1 км/с и температурой 7000 °C. |
|                                                            | 1100 м       |               | 10 МПа                 |                   | Ударная волна прекращает рушить тоннель. |
|                                                            | 1500 м       |               | 4 МПа                  |                   | |
|                                                            | 2000 м       |               | 1,5-2 МПа              |                   | К этому расстоянию со стенок тоннеля за счёт абляционных процессов будет унесено свыше 150 т бетона (С. 37, 38) |
| Время                                                      | Рассто- яние | Темпера- тура | Давление Плотность     | Скорость          | Примечания |
| Примечания 1. 2. 3. 4. 5.                                  |              |               |                        |                   | |

### Подводный взрыв
Неглубокий подводный взрыв — один из самых эффектных видов ядерного взрыва, к тому же случайный наблюдатель может увидеть взрывные эффекты в непосредственной близости с расстояния в несколько километров, не потеряв при этом зрение и не сильно пострадав от ударной волны. Смертельно опасные «сюрпризы» придут к нему только через несколько минут в виде радиоактивного тумана с дождём и волн типа цунами.

### Подземный взрыв
Рассмотрим подземный камуфлетный взрыв, который, хотя и не имеет военного применения из-за недостижимой глубины, но зато единственный вид ядерного взрыва, который человек может безнаказанно применять для хозяйственных и научных нужд в пределах сегодняшнего ареала.
Возьмём для примера гранит, как среду, хорошо передающую сейсмовзрывные волны, и заряд 1 кт на глубине камуфлетного взрыва (свыше 70 м).
| Действие взрыва заглублённого в гранит заряда 1 кт |             |               |          | |
| Время Расстояние                                   | Давление    | Темпера- тура | Скорость | Примечания |
|                                                    | ~108 МПа    |               |          | |
| 0,15 м                                             | св.107МПа   |               |          | Максимальный радиус тепловой волны в граните (0,015 м/т1/3) (С. 30, 196) |
| ~10−7 с 0,22 м                                     | 4,5⋅107МПа  |               |          | Появляется грунтовая ударная волна (С. 240) |
| 4,5⋅10-7 с 0,25 м                                  | 3⋅107МПа    |               |          | Гранит в волне ведёт себя как сжимаемая жидкость (С. 240) |
| 10−6 с 0,295 м                                     | 2⋅107МПа    |               |          | (С. 240) Ударная волна сжимает породу в 4—5 раз (С. 190) |
| 1,5⋅10-6 с 0,34 м                                  | 1,5⋅107МПа  |               |          | (С. 240) |
| 1,5 м                                              | св.106 МПа  |               |          | Радиус полного испарения (0,15 м/т1/3) (С. 30, 230) |
| 1,83 м                                             | 180000МПа   |               | 7000 м/с | Средний радиус испарения. |
| 2,3 м                                              | 137000МПа   |               | 5000 м/с | Радиус частичного испарения (0,23 м/т1/3), всего испарено 71 т (С. 230, 231) |
| ~0,01 с 2,6 м                                      | 55000 МПа   |               |          | Радиус ударной волны в граните, он же граница ударного плавления (0,26 м/т1/3), всего расплавлено 115 т. Порода перестаёт вести себя как сжимаемая жидкость и ударная волна переходит в волну сжатия (сейсмовзрывную волну) с постепенным подъёмом давления (С. 196, 230, 231, 240, 241) |
|                                                    | >10000МПа   |               |          | Радиус полиморфных фазовых переходов в породе (С. 30) |
| 6,3 м                                              |             |               |          | Радиус испарения воды в трещинах (0,63 м/т1/3) (С. 231) |
| 10 м                                               |             |               |          | Граница котловой полости в граните на глубине 80 м (на глубине 1 км сокращается до 4,5 м, 6 км до 2,5 м) (С. 185) |
| 15 м                                               | 2000 МПа    |               |          | (С. 15) |
| 30 м                                               | 500 МПа     |               |          | Граница размалывания скального грунта (С. 10) (С. 5). |
| 40 м                                               | 300 МПа     |               |          | Разрушение самых прочных бункеров в граните (св. 200 МПа) (С. 15, 23). |
| 60 м                                               | св. 100 МПа |               |          | В мягких грунтах давление 100 МПа на расстоянии 40 м (С. 15, 23). |
| 80 м                                               | 50 МПа      |               |          | Граница растрескивания скального грунта (С. 10), (С. 5). Сильное разрушение скальных пород (50-200 МПа) (С. 82). |
|                                                    | 20 МПа      |               |          | Разрушение тоннеля в граните без облицовки и крепления(С. 23). |
| 800 м                                              |             |               |          | Зона необратимых деформаций(С. 5). |
| Время Расстояние                                   | Давление    | Темпера- тура | Скорость | Примечания |
| Примечания 1.                                      |             |               |          | |

## Использованная литература
1. 1 2 3 4 5 6 7 8 9 10 11 12 13 14 15 16 17  
Защита от оружия массового поражения. М., Воениздат, 1989.
2. 1 2 3 4 5 6 7 8 9 10 11 12 13 14 15 16 17 18 19 20 21 22 23 24 25 26 27 28 29 30 31 32 33 34 35 36 37 38 39 40 41 42  
Действие ядерного оружия. Пер. с англ = The Effects of Nuclear Weapons. Revised Edition. — М.: Воениздат, 1963. — 684 с.
3. 1 2 3 4 5 6 7 8 9 10 11 12 13 14 15 16 17 18 19 20 21 22 23 24 25 26 27 28 29 30 31 32 33 34 35 36 37 38 39 40 41 42 43 44  
Физика ядерного взрыва. В 5 т. — 3-е, дополненное / Министерство обороны РФ. 12 Центральный НИИ. — М.: Издательство физико-математической литературы, 2009. — Т. 1. Развитие взрыва. — 832 с. — ISBN 978-5-94052-177-8 (Т. 1).
4. 1 2  
Механическое действие ядерного взрыва. — М.: ФИЗМАЛИТ, 2002. — 384 с. — ISBN 5-9221-0261-3.
5. 1 2 3 4 5 6 7 8 9 10 11 12  
Физика ядерного взрыва. — М.: Министерство обороны РФ, ЦФТИ, 1997. — Т. 2. — ISBN 5-02-015118-1.
6. 1 2  
Nelson R.W., Low-Yield Earth-Penetrating nuclear weapons // Science and Global Security, 2002, v. 10, С. 1—20 (рус. перев. Наука и всеобщая безопасность, Том 10, номер 1 (декабрь 2002 г.)).
7. 1 2  
Кухтевич В. И., Горячев И. В. Трыков Л. А. Защита от проникающей радиации ядерного взрыва. — М.:Госатомиздат, 1970. — 192 с.
8. 1 2 3 4 5 6 7 8 9 10 11 12 13 14 15 16 17 18 19 20 21 22 23 24 25 26 27 28 29 30 31 32 33 34  
Физика ядерного взрыва. — М.: Министерство обороны РФ, ЦФТИ, 1997. — Т. 1. — ISBN 5-02-015118-1.
9. ↑  
Действие атомного оружия. Пер. с англ. — М.: Изд-во иностр. лит., 1954. — 439 с.
10. 1 2 3 4  
Орленко Л. П. Физика взрыва и удара: Учебное пособие для вузов. — М.: ФИЗМАЛИТ, 2006. — 304 с. — ISBN 5-9221-0638-4.
11. 1 2 3  
Ядерный взрыв в космосе, на земле и под землёй. (Электромагнитный импульс ядерного взрыва). Сб. статей / Пер. с англ. Ю. Петренко под ред. С. Давыдова. — М.: Воениздат, 1974. — 235 с.
12. 1 2 3 4 5 6  
May M., Haldeman Z., Effectiveness of nuclear weapons against buried biological agents // Science and Global Security, 2004, v. 12, С. 91—113 (рус. перев. Наука и всеобщая безопасность, Том 12, номер 2 (сентябрь 2004 г.)).
13. 1 2 3 4  
Nelson R.W., Nuclear «Bunker Busters» would more likely disperse buried stockpiles of biological and chemical agents. // Science and Global Security, 2004, v. 12, pp. 69—89 (рус. перев. Наука и всеобщая безопасность, Том 12, номер 2 (май 2003 г.).
14. 1 2 3 4  
История советского атомного проекта: документы, воспоминания, исследования. Вып. 2 / Отв. ред. и сост. д. ф.-м. н. П. П. Визгин. — СПб.: РХГИ, 2002, — 656 с. ISBN 5-88812-144-4.
15. 1 2  
Атомный проект СССР: Документы и материалы: В 3 т. / Под общ. ред. Л. Д. Рябева. Т. II. Атомная бомба. 1945—1954. Книга 6 / Федеральное агентство РФ по атом. энергии; Отв. сост. Г. А. Гончаров. — Саров: РФЯЦ-ВНИИЭФ, 2006. — 896 с. ISBN 5-85165-402-1 (Т. II; Кн.6). — М.: ФИЗМАЛИТ, 2006. — 896 с. ISBN 5-9221-0263-X (Т. II; Кн. 6).
16. 1 2  
Жариков А. Д. Полигон смерти / Под ред. воен. инж. 2 ранга В. В. Куканова. — М.: Гея, 1997. — ISBN 5-8-85589-031-7 (ошибоч.).
17. 1 2 3 4 5 6 7  
Атомный проект СССР: Документы и материалы: В 3 т. / Под общ. ред. Л. Д. Рябева. Т. II. Атомная бомба. 1945—1954. Книга 7 / Федеральное агентство РФ по атом. энергии; Отв. сост. Г. А. Гончаров. — Саров: РФЯЦ-ВНИИЭФ; М.: ФИЗМАЛИТ, 2007. — 696 с. ISBN 978-5-9221-0855-3 (Т. II; Кн.7).
18. 1 2 3 4 5 6 7 8 9 10  
Лавренчик, В. Н. Глобальное выпадение продуктов ядерного взрыва. М.: Атомиздат, 1965.
19. ↑  
Атомный проект СССР: Документы и материалы: в 3 т./ Под общ. ред. Л. Д. Рябева. Т. II. Атомная бомба. 1945—1954. Книга 3 / М-во РФ по атом. энергии; Отв. сост. Г. А. Гончаров. — Саров: РФЯЦ-ВНИИЭФ, 2002. — 896 с. ISBN 5-85165-402-3 (Т. II; Кн. 3). — М.: ФИЗМАЛИТ, 2002. — 896 с. ISBN 5-9221-0263-X (Т. II; Кн. 3).
20. 1 2 3  
Большая Советская Энциклопедия, 30 том. Изд. 3-е. М., "Советская Энциклопедия", 1978. — С. 446.
21. ↑  
Ямпольский П. А. Нейтроны атомного взрыва. — М.:Госатомиздат, 1961.
22. ↑  
Атомный проект СССР: Документы и материалы: В 3 т. / Под общ. ред. Л. Д. Рябева. Т. III. Водородная бомба. 1945—1956. Книга 1 / Государственная корпорация по атом. энергии; Отв. сост. Г. А. Гончаров. — Саров: РФЯЦ-ВНИИЭФ; М.: ФИЗМАЛИТ, 2008. — 736 с. ISBN 978-5-9221-1026-6 (Т. III; Кн.1).
23. 1 2 3 4 5 6 7 8  
Иванов А. И. и др. Ракетно-ядерное оружие и его поражающее действие / Я. М. Кадер. — М.: Воениздат, 1971. — 224 с.
24. 1 2 3 4 5 6 7  
Атомный проект СССР: Документы и материалы: В 3 т. / Под общ. ред. Л. Д. Рябева. Т. III. Водородная бомба. 1945—1956. Книга 2 / Государственная корпорация по атом. энергии. «Росатом»; — Отв. сост. Г. А. Гончаров. — Саров: РФЯЦ-ВНИИЭФ; М.: ФИЗМАЛИТ, 2009. — 600 с. ISBN 978-5-9221-1157-7 (Т. III; Кн.2).
25. 1 2 3 4 5 6 7 8  
Маликов, В. Г. Шахтные пусковые установки / К. В. Морозов. — М.: Воениздат, 1975. — 120 с.
26. 1 2 3 4 5  
Броуд, Г. Расчёты взрывов на ЭВМ. Подземные взрывы. М., «Мир», 1975.
27. ↑  
Действие атомного оружия. Пер. с англ. Выпуск 4. Первоначальные ядерные излучения. Остаточные ядерные излучения. 1955.
28. 1 2 3 4  
Cooper, H.F., Ir. A summary of explosion cratering phenomena relevant to meteor impact events // Impact and explosion cratering. New-York, 1977. — С. 11—44.
29. 1 2  
Brode H.L., Bjork R.L., Cratering from a megaton surface burst, RAND Corp., RM-2600, June 1960 (рус. перев. Действие ядерного взрыва, М., 1971).
30. 1 2 3 4 5  
Действие ядерного взрыва. Сборник переводов. М., "Мир", 1971.
31. ↑  
Hobson A., The ICBM basing question // Science and Global Security, 1991, v. 2, С. 153—189.
32. 1 2 3 4 5 6 7 8  Действие ядерного оружия Пер. с англ = The effects of nuclear weapons. Washington, 1957 / Под ред. канд. физ.-мат. наук Бурлакова В. Д. и Тулинова Н. Н. — М.: Воениздат, 1960. — 583 с. Архивировано 16 июля 2017 года.
33. ↑  
Безопасность жизнедеятельности. Защита населения и территорий в чрезвычайных ситуациях: учебное пособие для сотруд. высш. учеб. заведений. / [Я.Р.Вешняков и др.] — М.: Изд. центр "Академия", 2007. - С. 133 - 138. - ISBN 978-5-7695-3392-1.
34. 1 2 3  
Атаманюк В. Г., Ширшев Л. Г. Акимов Н. И. Гражданская оборона: Учебник для втузов / Под ред. Д. И. Михайдова. — М.: Высш. шк., 1986. — 207 с.
35. ↑  
Колесников, С. Г. Стратегическое ракетно-ядерное оружие. — М.: Арсенал-Пресс, 1996. ISBN 5-85139-015-8.
36. 1 2 3 4  
Волков, И. Д., Улановский, Б. Я., Усов, Н. А., Цивилев, М. П. Инженерно-спасательные работы в очаге ядерного поражения / Е. А. Журавлёв. — М.: Стройиздат, 1965. — 152 с.
37. 1 2 3 4 5 6 7 8 9 10 11  Миргородский В. Р. Раздел III. Защита объектов печати в чрезвычайных ситуациях: Курс лекций // Безопасность жизнедеятельности / Под ред. Н. Н. Пахомова.. — М.: Изд-во МГУП, 2001. Архивировано 23 мая 2010 года.
38. ↑  
Убежища гражданской обороны. Конструкции и расчёт / В. А. Котляревский, В. И. Ганушкин, А. А. Костин и др.; Под ред. В. А. Котляревского. — М.: Стройиздат, 1989. — 605 с. ISBN 5-274-00515-2.
39. 1 2 3  
Атомный проект СССР: Документы и материалы: В 3 т. / Под общ. ред. Л.Д.Рябева. Т. II. Атомная бомба. 1945—1954. Книга 1 / Мин-во РФ по атом. энергии; Отв. сост. Г.А.Гончаров. — Саров: РФЯЦ-ВНИИЭФ, 1999. — 719 с. ISBN 5-85165-402-3 (Т. II; Кн.1).
40. ↑  
Гельфанд Б. Е., Сильников М. В. Взрывобезопасность: учебник / Под ред. ВС. Артамонова. — СПб.: астерион, 2006. — 392 с.
41. 1 2 3 4 5 6 7 8 9 10 11 12 13  
Морозов В. И., Никонов, Б. И., Орлов, Г. И., Ганушкин, В. И. Приспособление подвалов существующих зданий под убежища. — М.: Стройиздат, 1966. — 196 с.
42. ↑  
Гельфанд, Б. Е., Сильников, М. В. Барометрическое действие взрывов. СПб., Астерион, 2006. ISBN 5-94856-258-1.
43. 1 2 3  
Военно-инженерный журнал № 3, 1959 г.
44. ↑  
Садовский М. А. Избранные труды. Геофизика и физика взрыва. — М.:Наука, 1999. — 335 с. ISBN 5-02-003679-X.
45. ↑  
Лисогор А. А. Защитные конструкции оборонительных сооружений и их расчёт. (Пособие для студентов по фортификации). Под ред. ген.-майора инж. войск М. И. Марьина. М., 1958. — 67 с.
46. ↑  
Типовой проект. Объект 1-3-300-I. Разработан ин-том "Моспроект" Архитектурно-планировочного упр. Мосгорисполкома. — Центр. ин-т типовых проектов. — М., 1958. — Т. 1. — 83 с.
47. ↑  
Типовой проект. Объект 1-4-150-I. Разработан ин-том "Моспроект" Архитектурно-планировочного упр. Мосгорисполкома. — Центр. ин-т типовых проектов. — М., 1957. — Т. 1. — 76 с.
48. ↑  
Егоров П. Т., Шляхов И. А. Алабин Н. И. Гражданская оборона. Учебник для вузов / Научный редактор А. П. Зайцев. — 3-е, перераб. — М.: "Высш. школа", 1977. — 303 с.
49. 1 2 3  Hawkins W., Wohletz K. Visual Inspection for CTBT Verification. — Los Alamos National Laboratory, 1996. — 37 с. Архивировано 30 октября 2008 года.